# Jean de la Croix
Vous lisez un « article de qualité » labellisé en 2012.
Pour les articles homonymes, voir Jean de la Croix (homonymie), de La Croix et Saint Jean.
Juan de Yepes Álvarez (en religion Jean de la Croix ou Juan de la Cruz), né le 24 juin 1542 à Fontiveros (Vieille-Castille, Espagne) et mort le 14 décembre 1591 au couvent d'Úbeda, est un prêtre carme, saint mystique, souvent appelé le « Réformateur » et « Saint du Carmel ». Ses écrits mystiques, toujours populaires, font qu'il fut déclaré Docteur de l'Église en 1926. Liturgiquement, il est commémoré le 14 décembre.
Né dans une famille d'origine juive, converso, d'Espagne, il devient carme après ses études alors qu'il songeait à se faire ermite chez les chartreux. Thérèse d'Avila, réformatrice de l'ordre du Carmel, lui demande de prendre en charge l'ordre masculin du carmel. Il accepte et fonde l'ordre des Carmes déchaux. Il accompagne spirituellement les sœurs du Carmel, avant d'être enfermé par les autorités de l'ordre qui refusent sa réforme. Jean de la Croix fait alors l'expérience mystique qu'il appelle la « Nuit obscure » (Noche oscura). Il la décrit et développe tout au long de sa vie à travers des traités tels que La Montée du Carmel (Subida del Monte Carmelo), La Nuit obscure (Noche oscura), La Vive Flamme d'amour (Llama de amor viva), ou encore Le Cantique spirituel (Cántico espiritual). Il cherche à y témoigner du chemin des âmes vers Dieu. Après avoir été nommé prieur de divers couvents de carmes déchaussés, il finit par être mis au ban de sa communauté avant de mourir en décembre 1591.
Après sa mort, il est très vite considéré comme un saint et comme l'un des plus grands mystiques espagnols, au même titre que Thérèse d'Avila. L'Église catholique le béatifie en 1675 puis le canonise en 1726. Il est fêté le 14 décembre. Les querelles sur l'illuminisme conduisent cependant à remettre ses écrits en cause, mais la religieuse carmélite française Thérèse de Lisieux contribue fortement à promouvoir l'importance de sa doctrine. Il est proclamé « Docteur de l'Église » entre les deux guerres mondiales, le 24 août 1926.
Il est reconnu comme l'un des plus grands poètes du Siècle d'or espagnol. Il est depuis 1952 le saint patron des poètes espagnols. Certains philosophes s'appuient sur ses écrits pour conceptualiser le détachement.

## Biographie

### Enfance et études

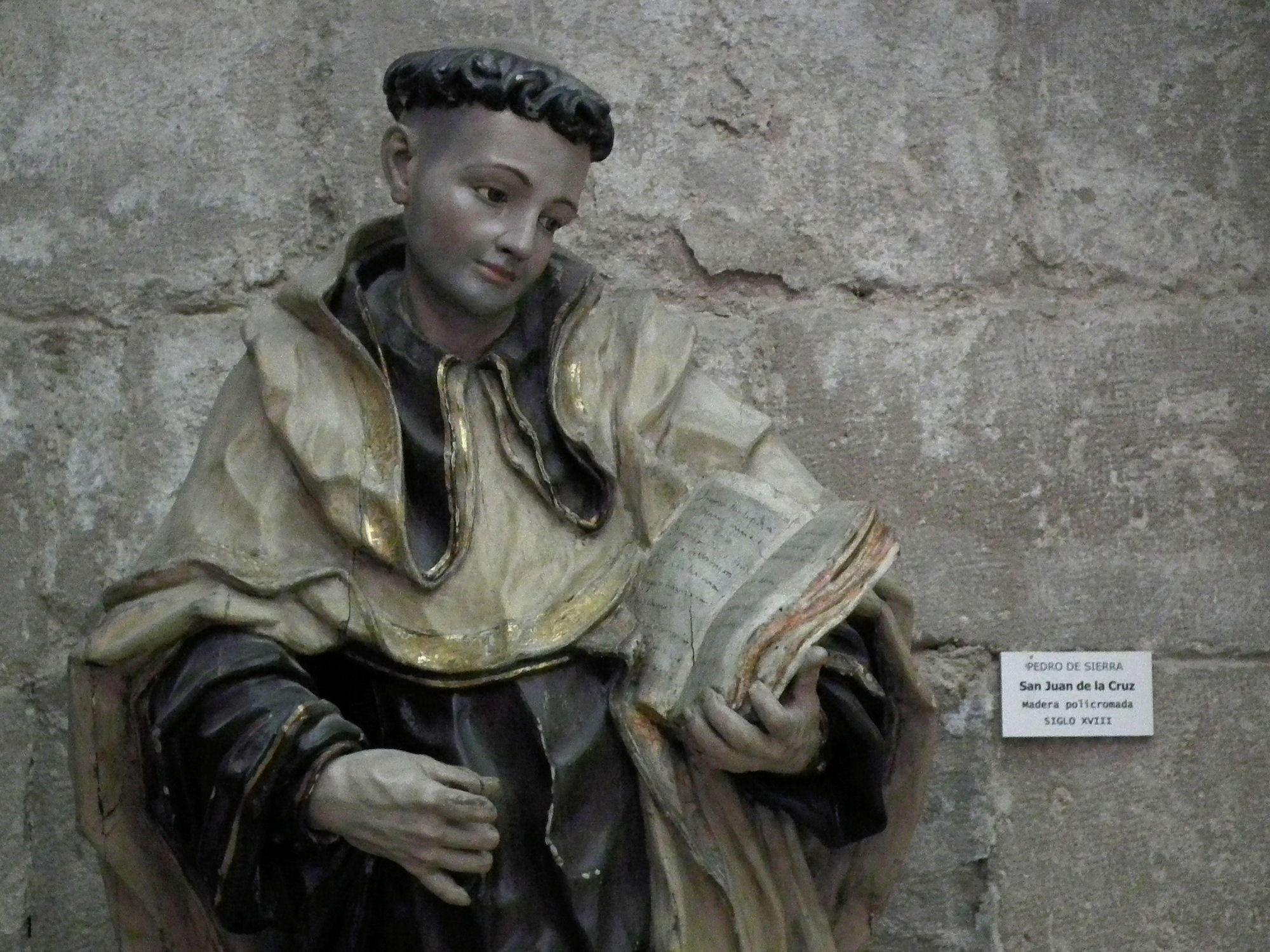
Statue de Jean de la Croix au musée diocésain de Valladolid, en Espagne.

Gonzalo de Yepes et Catalina Álvarez ont déjà un premier fils, François, lorsque naît Jean en 1542 à Fontiveros en Vieille-Castille,. Le père, chevalier, appartient à la noblesse espagnole. À la suite de son mariage, considéré comme une mésalliance,,, avec Catalina Alvarez, une humble ouvrière, Gonzalo de Yepes a été non seulement déshérité, mais déclassé. Le couple vit du tissage, mais la situation économique est d'autant plus difficile que sévit la famine. Gonzalo de Yepes meurt dès 1545 et son frère Luis en 1547. Ces décès affectent beaucoup le jeune Jean et le marqueront sa vie durant. Les survivants connaissent alors l’exclusion, l’errance et la misère. Le manque d'argent conduit Catalina à confier Francisco, le frère aîné, à un oncle pendant un an avant de le lui reprendre à cause des maltraitances que subit l'enfant,.
Francisco la seconde alors dans son métier, et Jean, pour raison de pauvreté, est envoyé dans une école d'orphelins à l'âge de cinq ans. Il y aurait fait une expérience souvent racontée : il manqua de se noyer dans une lagune où il était tombé et y « vit une dame très belle qui lui demandait sa main et lui tendait la sienne, et lui qui ne voulait pas la donner pour ne pas salir celle de la dame, et, à cet instant critique, arriva un laboureur qui, avec une perche, le sortit de là ». Dans la dame, les hagiographes ont reconnu la Vierge Marie.
En 1548, devant la famine et la sécheresse qui sévissent à Fontiveros, la famille décide de s'installer à Arévalo. Francisco, le frère aîné, commence alors à avoir de mauvaises fréquentations, avant de rencontrer sa future femme, Ana. Il décide alors de venir en aide aux pauvres de la ville. Il les amène chez lui en hiver et, très vite, Jean découvre ainsi l'aide et le secours prodigués aux pauvres. Tout au long de sa vie, Jean gardera une profonde amitié pour son frère, qui restera l'un de ses rares confidents,.
La situation familiale ne s'améliorant pas, Catalina décide, pour survivre, de déménager à Medina del Campo où elle trouve du travail comme tisserande. Dans un état de grande pauvreté, ils s'installent tous ensemble dans la même maison : Catalina, Francisco et sa femme Ana, ainsi que Jean,.
Jean, parrainé par Rodrigo de Duenas, étudie au collège de la Doctrine chrétienne tenu par des frères. Il y apprend à lire, écrire, compter et prend connaissance de la doctrine chrétienne,. Il ne peut étudier qu'en échange de services rendus à la paroisse de la Madeleine tels le nettoyage de l'église, le service comme enfant de chœur, l'aide aux religieuses,. Jean se montre bon élève. Rodrigo de Duenas exige cependant que les enfants du collège apprennent un métier qui leur permette d'aider à subvenir aux besoins de leur famille. Jean s'essaie à plusieurs activités mais il ne se montre pas très habile et doit en changer plusieurs fois ; il est successivement charpentier, tailleur, sculpteur sur bois, puis peintre,.
Sa mère l'envoie provisoirement au couvent de la pénitence où il est servant de messe. Un gentilhomme, Alvarez de Toledo, retiré du monde pour s'occuper des pauvres à l'hôpital de Medina del Campo, prend l'adolescent au service des indigents et comme infirmier à l'hôpital,,. Jean obtient finalement une licence pour suivre les cours du collège des jésuites de Medina del Campo, et y apprend la philosophie, la rhétorique, le latin et la grammaire, tout en poursuivant son travail à l’hôpital,. Il se montre particulièrement doué pour les études.
Il vit encore chez ses parents avec son frère Francisco et Ana. Le couple a eu des enfants dont aucun n'a survécu, sans doute à cause de l'extrême misère ambiante. Jean qui a vu mourir deux des enfants de son frère en est profondément marqué. Il reste dévoué aux pauvres, notamment aux mendiants, à la recherche de familles pour accueillir les orphelins.

### Entrée au Carmel
À l'âge de 21 ans, Jean termine ses humanités ; il apprend les règles de la prosodie avec le père Bonifacio. Alvarez de Toledo et sa mère décident d'en faire le prochain chapelain de l'hôpital de Medina et, dans cet objectif, l'envoient parfaire ses études. Cependant Jean de Yepes avait eu maintes fois l'occasion de rencontrer des carmes. Il leur demande de l'accepter au sein de l'Ordre de Medina del Campo,. Le jeune homme intègre la communauté de Medina en 1563,. Il prend alors le nom de « Jean de Saint-Matthias », en référence à l'apôtre du même nom. Il y découvre La règle de l'Ordre des frères et sœurs de Notre Dame du Mont Carmel ainsi que L'institution des premiers moines, deux œuvres qui fondent la spiritualité de l'ordre du Carmel. Il découvre aussi l'importance du renoncement dans la vie contemplative et mène une vie ascétique faite de pénitence,. Un an plus tard, il prononce ses vœux perpétuels de pauvreté, d'obéissance, et de chasteté. Le supérieur décide de l'envoyer poursuivre ses études au couvent Saint-André annexé à l'université de Salamanque, qui compte près de six mille étudiants, l'un des principaux foyers de réflexion du continent, l'une des quatre plus grandes universités d'Europe avec Paris, Oxford et Bologne,. L'université de Salamanque organise de nombreux débats, notamment autour de la modernité : la récente découverte et exploration de l'Amérique, la question de la place des pouvoirs du pape face au pouvoir temporel, par exemple.
De 1564 à 1568, Jean de Saint-Matthias étudie trois années durant la philosophie et la théologie morale de Thomas d'Aquin, devenu l'un de ses grands maîtres spirituels. Il étudie aussi Aristote, Platon, et les écrits d'Augustin d'Hippone. Il poursuit sa quête incessante de pénitence, dormant sans matelas, portant le cilice et passant de nombreuses heures de la nuit en prière. Étudiant brillant, il devient préfet des études,. À la fin de son cursus à Salamanque, il rédige un mémoire dans lequel il soutient que la pratique du mysticisme, recherche du sensationnel, conduit à l'illuminisme, obstacle à la claire vision de la beauté de la contemplation.
Cependant, Jean de Saint-Matthias a la certitude d'être investi par la présence divine, et décide de consacrer sa vie à Dieu dans la voie contemplative. Il est d'abord persuadé que seul l'ordre religieux de la Chartreuse peut lui permettre de réaliser sa vocation,. Il veut alors entrer à la Chartreuse de Ségovie. Ordonné prêtre en octobre 1567, il dit sa première messe en présence de sa mère Catherine et de son bienfaiteur Alvarez de Toledo,,. Au cours de l'office, affirme-t-il, il a obtenu une grâce spéciale que la théologie appelle la « confirmation en grâce », c'est-à-dire la certitude qu'il n'offenserait jamais Dieu. Cette révélation était d'autant plus importante qu'il était très souvent tourmenté par la peur de l'offenser gravement.

### Fondation des carmes déchaussés avec Thérèse d'Avila

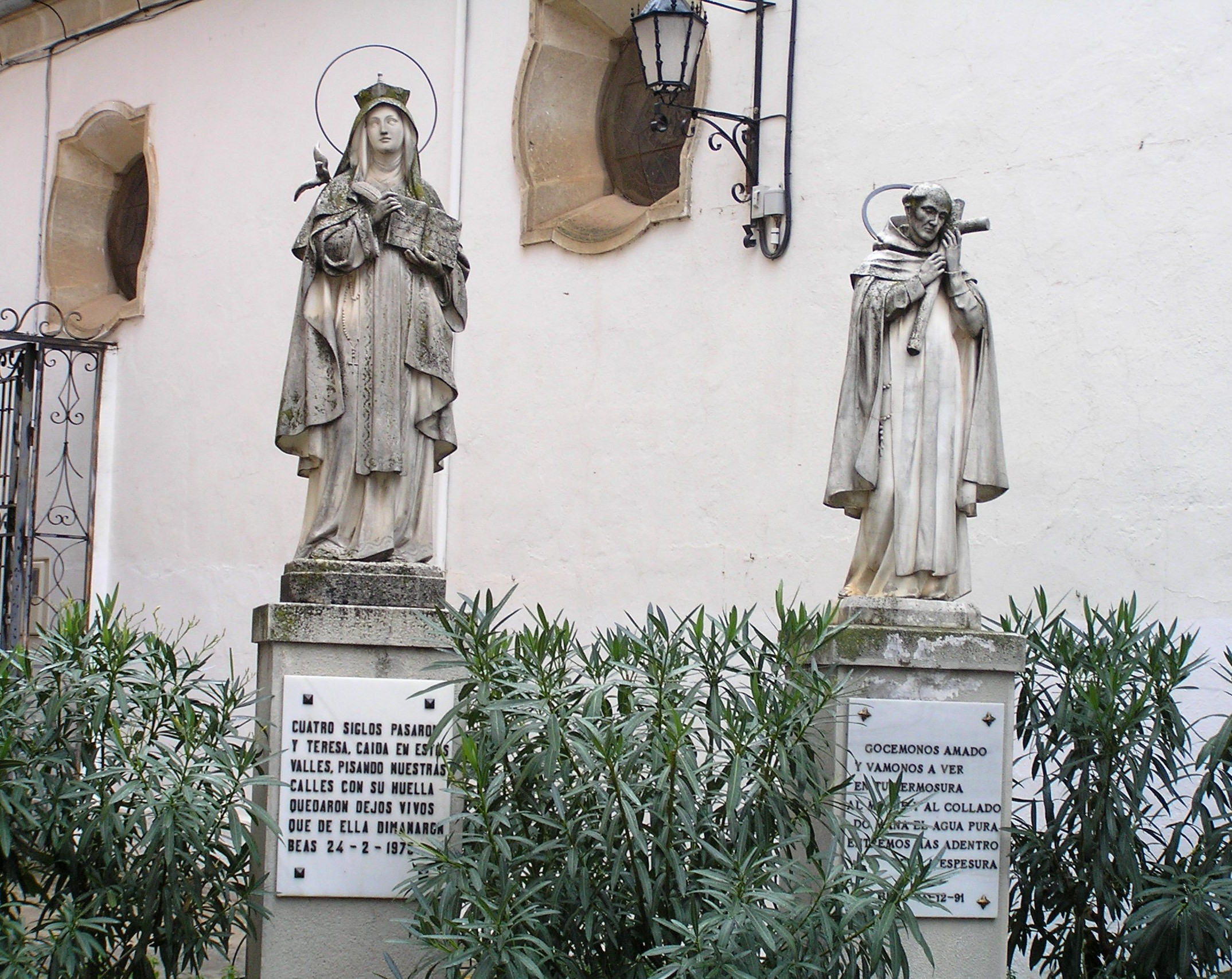
Statues représentant Jean de la Croix et Thérèse d'Avila.

Au moment où Jean entre dans les ordres, Thérèse d'Avila réforme le Carmel, qui devient le « carmel déchaussé » (le nom « déchaussé » vient du fait que les carmélites ne portent plus de chaussures mais des sandales). Elle souhaite y fonder une branche masculine. Elle a déjà obtenu l'autorisation du supérieur des carmes, Rubeo de Ravenna, de la constituer. Elle cherche alors des volontaires pour entrer dans la nouvelle congrégation. Antoine de Heredia accepte la nouvelle règle mais Thérèse d'Avila lui demande de patienter un an afin de discerner s'il a la ferme volonté de fonder la branche masculine du carmel déchaussé,. Alors qu'elle arrive à Medina del Campo, elle entend parler de Jean de Saint-Matthias, frère carme chaussé qui mène une vie d'ascèse et de pénitence. Thérèse d'Avila décide de le rencontrer et pour cela assiste à sa première messe,.
Elle a alors un long entretien avec Jean de Saint-Mathias au cours duquel elle lui fait part de sa volonté de réformer l'ordre. Elle lui demande son aide pour diriger la réforme de l'ordre masculin des carmes déchaussés,. L'objectif de cette réforme est de retourner aux pratiques primitives de l’Ordre. Jean accepte et renonce à devenir chartreux. Thérèse d'Avila lui demande toutefois de poursuivre ses études avant de commencer l'entreprise, en attendant l'autorisation des supérieurs ; il retourne donc à l'université de Salamanque pour achever sa formation,,.
Pendant ce temps, Thérèse d'Avila fonde un nouveau couvent réformé à Valladolid. Elle reçoit en don une maison destinée à devenir le nouveau carmel de Duruelo,. Elle décide d'y implanter le premier couvent des carmes déchaussés. Un an après leur première rencontre, en septembre 1568, Jean se rend à Valladolid accompagné de deux autres carmes, Joseph et Antonio. L'objectif du voyage est de juger sur place la réforme avant de partir pour Duruelo,. Thérèse d'Avila décrit alors Jean de manière élogieuse : « Le père frère Jean est une des âmes les plus pures, les plus saintes que Dieu ait faites sur cette terre. Sa majesté lui a communiqué de grandes richesses de sagesse céleste ».

### Duruelo: Bethléem des carmes déchaux

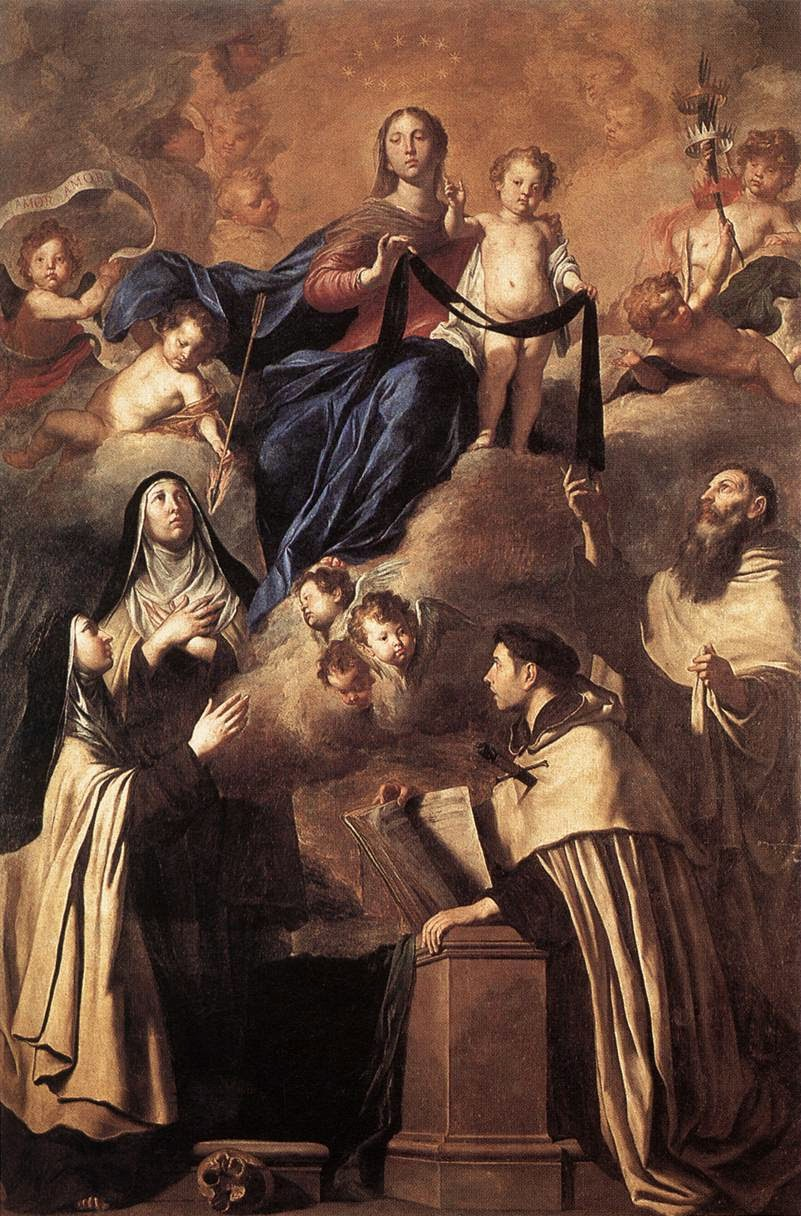
Représentation de la Vierge du Carmel avec les fondateurs du Carmel : Thérèse d'Avila, Jean de la Croix et Anne de Jésus.

La maison de Duruelo, offerte à Thérèse d'Avila pour sa fondation est un lieu modeste que la religieuse surnomme « Duruelo Bethléem », en référence au lieu de naissance de Jésus-Christ.
Arrivée à Duruelo, le 28 novembre 1568, Jean de Saint-Matthias prend alors le nom de « Jean de la Croix », qu'il gardera jusqu'à sa mort,. Il s'y installe avec deux autres compagnons et porte l'habit de carme confectionné par Thérèse d'Avila : une bure retenue par une ceinture, le scapulaire de l'Ordre et un court manteau blanc. Ils promettent de vivre selon la règle des carmes non réformés qui date du pape Innocent IV.
Jean travaille avec acharnement à des ouvrages de maçonnerie en vue de préparer le premier couvent des carmes déchaussés. Ses compagnons et lui prêchent aux alentours menant une vie très simple et très sobre.
Les premières années à Duruelo sont marquées par une radicalité importante : Jean de la Croix part évangéliser pieds nus, et parfois malgré la neige. Il prêche et prie la nuit, dormant très peu et dans des conditions très précaires, la maison n'étant pas très bien isolée du froid.
De plus, Jean de la Croix pratique une vie intense de mortification : il porte le cilice et s'impose différents autres types de pénitences physiques comme le jeûne. Il justifie cette dureté par la nécessité de rétablir en lui l'ordre détruit par le péché, mais aussi afin de faire réparation pour les autres,. Thérèse d'Avila cherche à modérer ce qu'elle considère comme un excès de pénitence qu'elle juge trop lourd à porter.
Pendant qu'un nouveau carmel déchaussé est fondé à Pastrana — celui de Duruelo étant trop petit,, — ces pratiques extrêmes commencent bien vite à poser problème : les novices à présent nombreux tentent de se démarquer par l'imitation de Jean de la Croix. Il est alors envoyé à Pastrana, où il demande qu'on se limite, dans les pratiques d'austérité, aux seules exigences de la règle du Carmel.
Il a compris le danger des excès de pénitence et dénoncera, dans La Nuit obscure (Noche oscura), les débordements de ses débuts, affirmant : « Ce sont des pénitences de bêtes, vers lesquelles comme des bêtes on se laisse attirer, trompé par le désir et la satisfaction qui en résultent, ». La fondation de Pastrana attire de nombreuses recrues. Jean de la Croix fonde également un carmel à Mancera.
Le 1er novembre 1570, alors âgé de 28 ans, il est nommé recteur du Collège que la réforme fonde à Alcala de Henares. Cette charge ne l'écarte pas de ses études de théologie qu'il poursuit tout en enseignant aux carmes déchaussés,. Une rumeur circule selon laquelle Jean exigerait trop d'austérité à ses novices, leur demandant de maintenir la règle de l'ordre (i.e. déchaussé) tout en étudiant (« étudiants et religieux, mais religieux d'abord »). Il est encouragé dans ses démarches lors de la visite d'un dominicain . Jean partira toutefois pour Pastrana pour modérer les pénitences qui y sont pratiquées. Il fera également en sorte que les novices n'aient plus qu'un directeur spirituel pour les suivre et les accompagner en continu. C'est à partir de ce moment que Jean est considéré comme le maître de la réforme.

### Accompagnateur des carmélites d'Avila

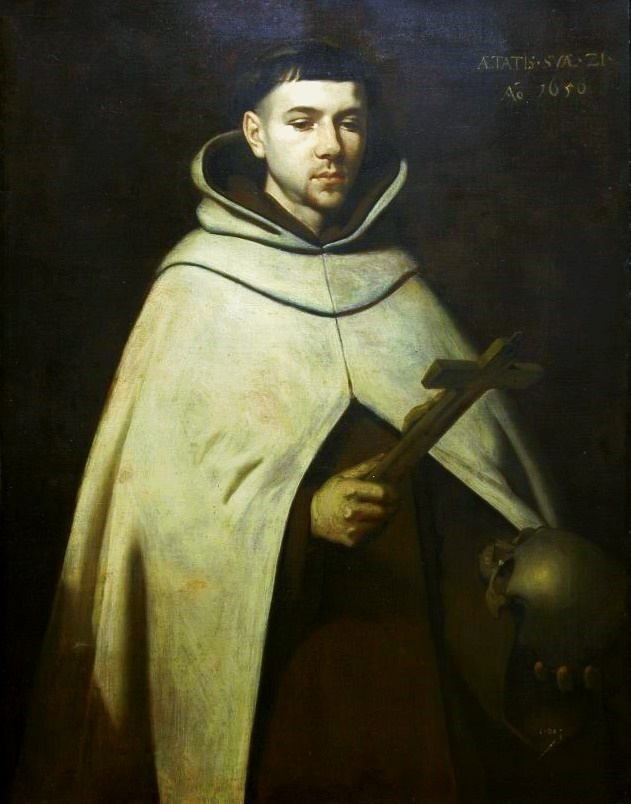
Portrait de Jean de la Croix, par Zurbarán.

En 1571, un visiteur apostolique (membre de l'Église envoyé par le pape) nomme Thérèse d'Avila prieure du monastère de la Visitation d'Avila, le grand couvent où elle était entrée à vingt ans pour y conduire sa réforme du carmel déchaussé,,. En 1572, elle fait venir Jean de la Croix et le nomme directeur spirituel des religieuses, avec un autre carme déchaussé,.
Pendant trois ans, Jean de la Croix va vivre dans une profonde solitude et va accompagner spirituellement les 130 religieuses du couvent carmélite d'Avila,. Son accompagnement est d'une grande aide dans l'instauration de la nouvelle règle du Carmel, et il est très vite apprécié par les carmélites. Anne de Jésus affirme :
« Elles reconnaissent son génie dans le gouvernement des âmes, sa patience infinie, les conduisant à petite allure, sans violence et par des petits moyens, au point qu'il vient à bout des plus délurées qui laissent leur coquetterie et les choses du monde pour se soumettre à sa parole, car elle est à la fois humaine, céleste et pleine d'amour ». L'accompagnement spirituel de Jean de la Croix a sans doute un grand impact sur Thérèse d'Avila qui commence à écrire ses principaux chefs-d'œuvre et prières, dont la célèbre « Que rien ne te trouble, que rien ne t'effraie, Dieu seul suffit ».
Jean de la Croix vit seul dans une maison aux abords du couvent. Il n'a de contact avec le monde que quand il va chez les religieuses pour des directions spirituelles.
Très vite, il acquiert une réputation de sainteté à Avila même, et il commence à développer sa doctrine spirituelle, notamment en écrivant, sur de petits billets qu'il laisse à certaines sœurs, des phrases pour les encourager. Il y pousse les religieuses à se détacher des choses du monde, arguant que « L'âme qui s'attache à ses appétits n'est pas plus libre pour contempler Dieu que la mouche qui se pose sur du miel pour voler ». Il affirme ailleurs que : « Celui qui ne sait pas éteindre ses appétits chemine vers Dieu tel un homme tirant péniblement un chariot jusqu'au sommet d'une côte ». Il encourage ceux qui souffrent : « Quand tu portes un fardeau, tu es en compagnie de Dieu qui est lui-même ta force car Il est proche de ceux qui sont dans la peine. Quand tu n'as pas de fardeau, tu es en société avec toi-même qui n'est qu'infirmité ».
Pour Jean, le silence est un moyen d'accéder à Dieu puisqu'il permet de limiter l'expérience des sens et réduit les activités désordonnées de l'intelligence. Il affirme : « Le Père a dit une parole qui est son Fils et Il la dit toujours dans un éternel silence et c'est seulement le silence que l'âme entend, ». Jean fuit toute lecture qui n'est pas la Bible, et évite les sentiments pour n'éprouver plus que la foi pure. C'est à travers cette recherche qu'il découvre l'expérience de ce qu'il appelle la « nuit de la foi ».
Dans cette quête du Divin, il expérimente une souffrance intérieure qu'il interprète comme une conséquence du péché : les facultés humaines ne sont pas adaptées, selon lui, à la découverte de Dieu. Il compare alors cette souffrance à celles décrites dans les Évangiles lors de la Passion du Christ. L'enseignement de Jean de la Croix influence beaucoup Thérèse d'Avila, qui écrit l'une de ses principales œuvres, le Château intérieur après avoir reçu son accompagnement.
En 1574, Thérèse d'Avila fonde un nouveau carmel à Ségovie et elle demande à Jean de la Croix de l'accompagner dans cette nouvelle institution. Un jour de 1575, dans le couvent de l'Incarnation, Jean de la Croix a une vision du Christ en croix, qu'il représente « vu d'en haut ». Ce dessin inspire plus tard le peintre Salvador Dalí qui peint en 1951 Le Christ de saint Jean de la Croix),.
Cette vision conduit Jean de la Croix à approfondir ses méditations sur la souffrance du Christ, dont il écrit dans La Montée du Carmel (Subida del Monte Carmelo) : « Durant sa vie, il n'eut pas où reposer sa tête et à l'heure où il expira moins encore. Son Père le délaissait pour qu'il payât purement la dette de l'humanité et qu'il unît l'homme à Dieu, lui-même demeurant anéanti comme réduit à rien ».

### Prisonnier à Tolède
Les années 1576 et 1577 marquent des changements importants pour la réforme du Carmel déchaussé. Jean de la Croix bénéficie de la faveur du roi Phiippe II d'Espagne, de la protection du nonce Ormaneto et de celle des visiteurs apostoliques. Cependant, le père Rubeo, membre des carmes chaussés, incite des religieux de son ordre, qui mettent en application la réforme du Carmel, à revendiquer une plus grande indépendance. Ces bruits s'amplifient et conduisent à de profondes divisions. Un chapitre des Carmes chaussés décide alors de son arrestation temporaire en 1576 à Medina del Campo. Il est cependant très vite relâché.
Les carmes chaussés cherchent alors à anéantir la réforme des déchaussés. Le 18 juin 1577, meurt le nonce Ormaneto, représentant du pape en Espagne et favorable à la réforme. Un chapitre général de l'Ordre, qui réunit tous les supérieurs de l'Ordre des Carmes, se tient à Plaisance en Italie. Il décide de déclarer rebelles les Carmes déchaussés, et accuse Jean de la Croix d'être le meneur de la rébellion. Ils cherchent à faire exclure Thérèse d'Avila du couvent des carmélites déchaussées, et, pour cela, ils conduisent à l'élection d'une nouvelle supérieure avant de faire exclure Jean de la Croix.

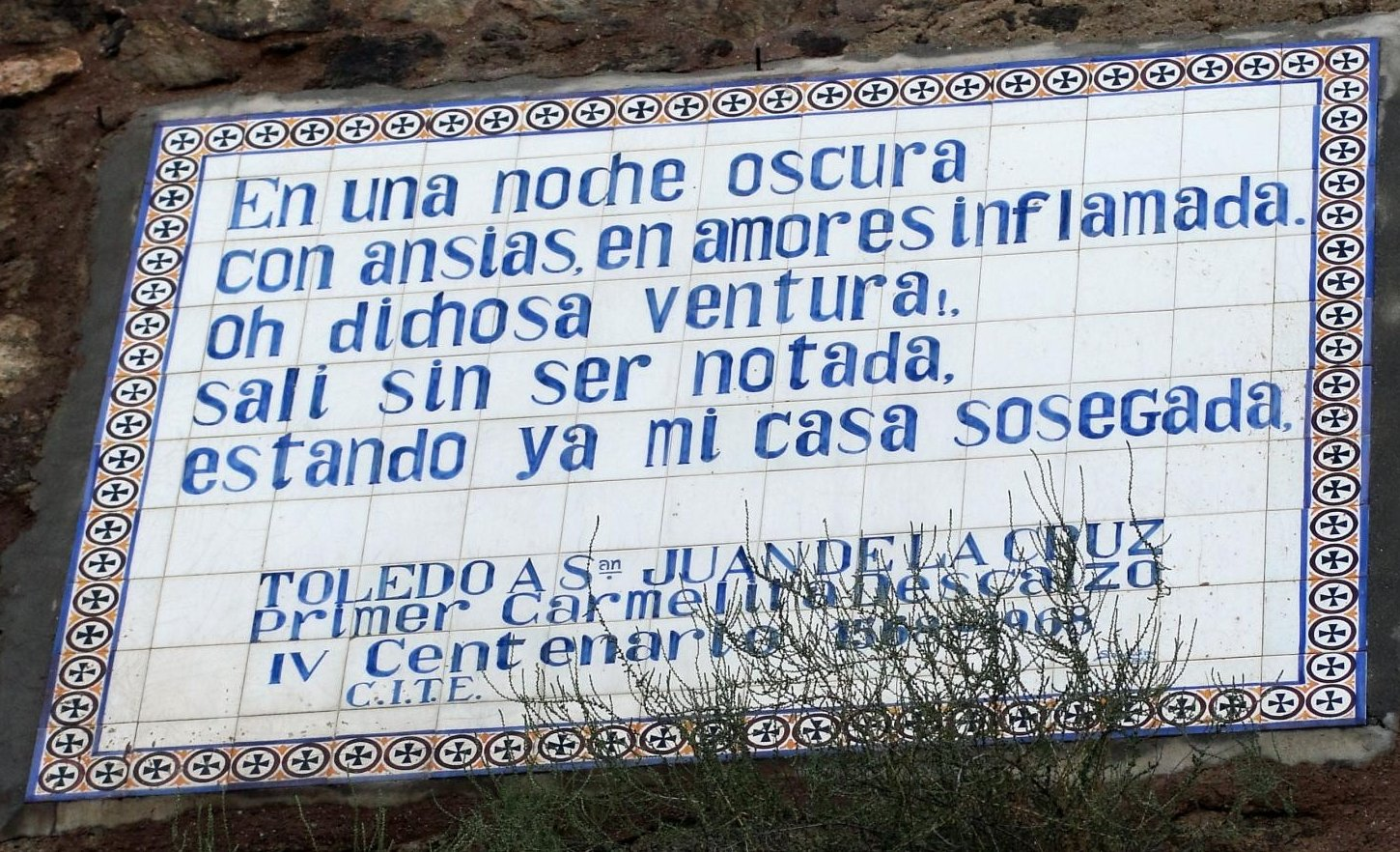
Extrait du poème La Nuit obscure faisant mention de la fuite par l'escalier secret (plaque commémorative de la fondation du carmel à Tolède).

Dans la nuit du 2 décembre 1577, Jean de la Croix est fait prisonnier par une troupe armée, dirigée par le Père Moldonado, opposant à la réforme des carmes déchaussés. Il est emmené de manière secrète à Tolède puis retenu dans un cachot du couvent des carmes chaussés,,. On lui demande d'abjurer et de renoncer à la réforme du carmel, ce qu'il refuse.
Cette arrestation marque un changement important dans la vie de Jean de la Croix : il souffre physiquement. En effet, le cachot ne permet de voir le jour que par le toit ; le régime punitif de cette réclusion est proche de celui d'un jeune forçat ; il doit affronter de fortes chaleurs et il reçoit aussi des coups de la part des geôliers qui le considèrent comme un rebelle,. La souffrance est aussi psychologique : on l'exhorte à quitter la réforme et il ne reçoit aucune nouvelle de l'extérieur. De plus, au début de son incarcération, on lui refuse tout accès à la Bible ou à aucun livre.
Dans sa foi, Jean de la Croix souffre de ce qu'il définit comme la « nuit de la foi »: un abandon apparent de Dieu et de toute son œuvre. Cette période est cependant l'une des plus intenses de sa vie spirituelle ; il parvient après plusieurs mois à avoir du papier et rédige ses poèmes, dont Le Cantique spirituel (Cántico espiritual),. Son passage en prison est « un temps de naissance à soi-même, temps qui lui aura permis de devenir pleinement créatif » selon Dominique Poirot.
Jean de la Croix va rester huit mois à Tolède, dans des conditions très difficiles : chaque semaine, il est fouetté et insulté pour vouloir poursuivre la réforme déchaussée.
Il parvient toutefois à s'échapper mystérieusement le 17 août 1578,. Il entreprend d'écrire de nouveaux poèmes. Épuisé, il reste caché pendant deux mois chez les sœurs déchaussées de Tolède, où il réécrit Le Cantique Spirituel qu'il avait appris par cœur. Il participe alors à un chapitre des carmes déchaussés qui demande la séparation officielle de cette nouvelle branche de l'ordre,. Cette décision conduit à un renforcement de l'opposition des carmes chaussés, ce qui entraîne l'excommunication de Jean de la Croix.
Pour tenter d’apaiser la situation, les frères de la Réforme l’envoient à Jaén dans le sud de l’Espagne. Il accompagne aussi Thérèse dans ses dernières fondations. Il fonde, près de l’université de Baeza, un collège carmélitain pour les jeunes étudiants de la Réforme.

### Chantre de l'amour

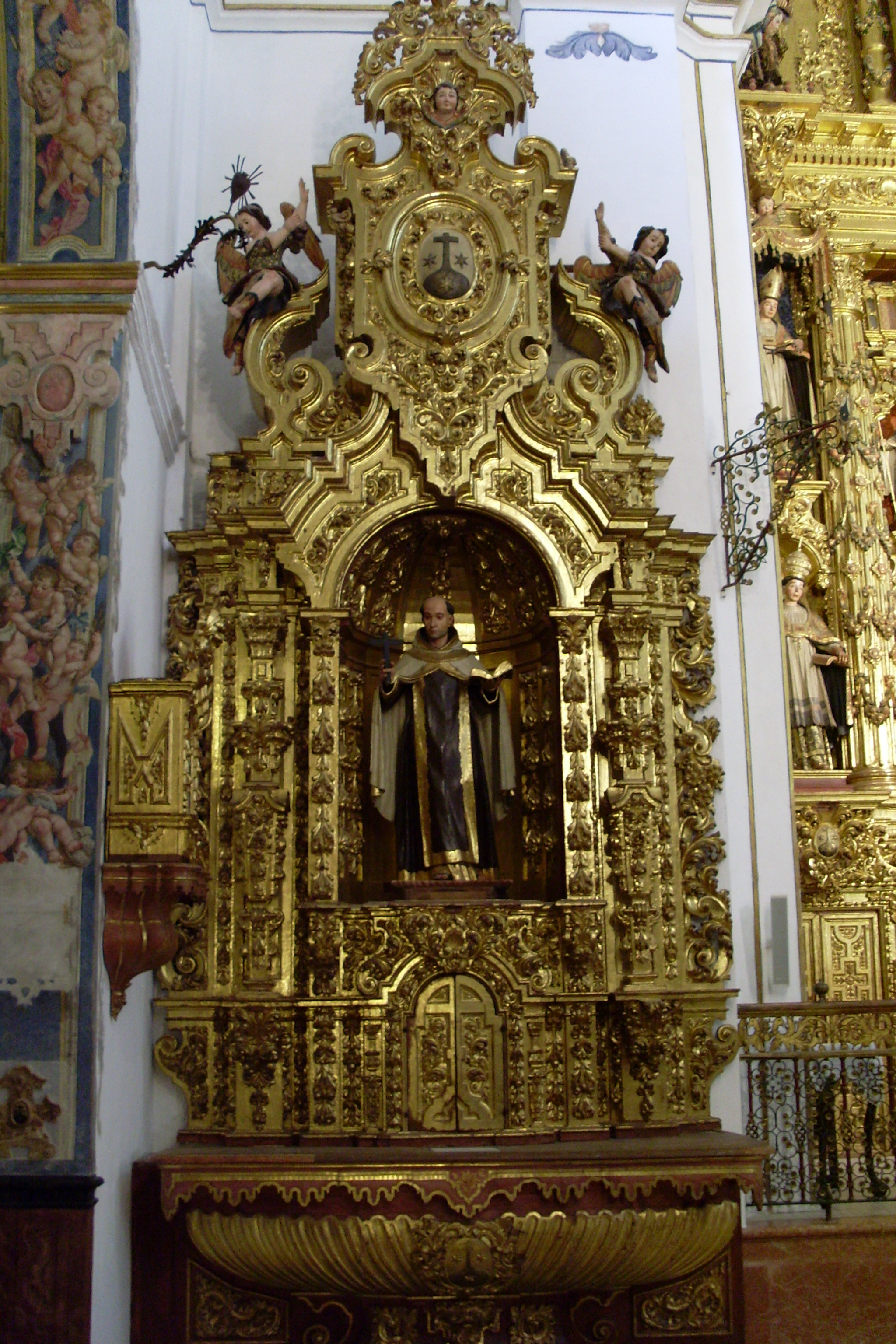
Autel consacré à Jean de la Croix dans l'église de Los Descalzos à Écija.

Après son incarcération à la prison de Tolède, les tensions entre les carmes poussent Jean de la Croix à s'installer dans le couvent du Calvario, dans les montagnes de la Sierra Morena en Andalousie,. Il part en novembre 1578. Sur la route du couvent du Calvario, il passe par Beas de Segura et y rencontre la supérieure du carmel déchaussé, Anne de Jésus ; il y récite son Cantique spirituel,,. Jean de la Croix contribue à diminuer les pénitences des trente carmes présents, même s'il en maintient la rigueur,. Il continue d'écrire des poèmes et passe de longs moments en méditation.
Du couvent du Calvario Jean de la Croix descend régulièrement au couvent du carmel déchaussé de Beas de Segura. Il s'y est lié, dans une relation étroite, avec Anne de Jésus et Madeleine du Saint-Esprit. Il devient le directeur spirituel des carmélites et leur écrit des billets ou des vers pour les aider dans leur vie spirituelle.
Cette production spirituelle et littéraire a été réunie sous le titre Paroles de lumière et d'amour. Sur la demande d'Anne de Jésus, Jean de la Croix écrit aussi un commentaire sur le Cantique spirituel qu'il a dicté. Les membres de l'université de Baeza lui demandent de devenir recteur, ce qu'il accepte.
Afin d'accompagner les carmélites, il dessine le croquis de la montée du Carmel, dans lequel il montre le chemin pour parvenir à l'union à Dieu. Le dessin montre différents itinéraires pour s'unir à Dieu, comme ceux de l'imagination, de l'intelligence ou de la volonté. Tous ces chemins ne mènent cependant pas à Dieu et le seul et ultime moyen est le « rien » : Jean de la Croix prône un détachement intégral comme le fera plus tard sainte Thérèse de Lisieux. Au bas du croquis, il joint un poème dans lequel il affirme : « Pour parvenir à être tout, Ne cherche à être quelque chose en rien ». Ce dessin de Jean de la Croix lui inspire plus tard un ouvrage : La Montée du Carmel.
Jean quitte le monastère de Calvario pour fonder un nouveau couvent carme à Baeza. Il en achève la construction le 13 juin 1579,. Baeza est une ville universitaire importante. Jean de la Croix y donne des cours aux carmes, et continue à écrire des poèmes et des réflexions. Il retourne souvent à Béas afin d'accompagner les carmélites,. Au début de 1579, la région est victime de la peste. Jean de la Croix soigne alors les malades, recherche de la nourriture, et visite les souffrants. La mère de Jean de la Croix, Catalina, meurt au cours de l'épidémie,.
Le 22 juin 1580 marque une date importante pour le nouvel ordre du carmel : le pape Grégoire XIII signe le décret de séparation dénommé « Pia Consideratione » qui conduit à la distinction entre carmes chaussés et déchaussés,. Le dominicain Juan de las Cuevas est nommé pour faire exécuter les décisions. Un chapitre réunit alors tous les supérieurs des Carmes le 3 mars 1581 à Alcala de Henares, où est donnée une fête splendide .
Les principales décisions de l'ordre sont prises : Jean de la Croix est réélu et il rédige les constitutions. Le chapitre décide aussi d’envoyer des religieux en mission au Congo. Il use de son influence, afin que les supérieurs des carmes participent aux tâches les plus simples. Jean écrit à une sœur sa souffrance d’être séparé de Thérèse d'Avila : « Consolez-vous avec mon exemple, car je suis ici en exil et solitaire. Depuis que cette baleine m’a avalé puis vomi en ce port étranger, je n’ai plus pu revoir Mère Teresa, ni les saints qui sont là-bas, chez vous. Dieu a bien agi. En définitive l’abandon affine, et souffrir les ténèbres donne une grande lumière. » Le nouveau vicaire veut éloigner Jean de la Croix et l’envoie fonder un nouveau monastère à Grenade.

### Grenade

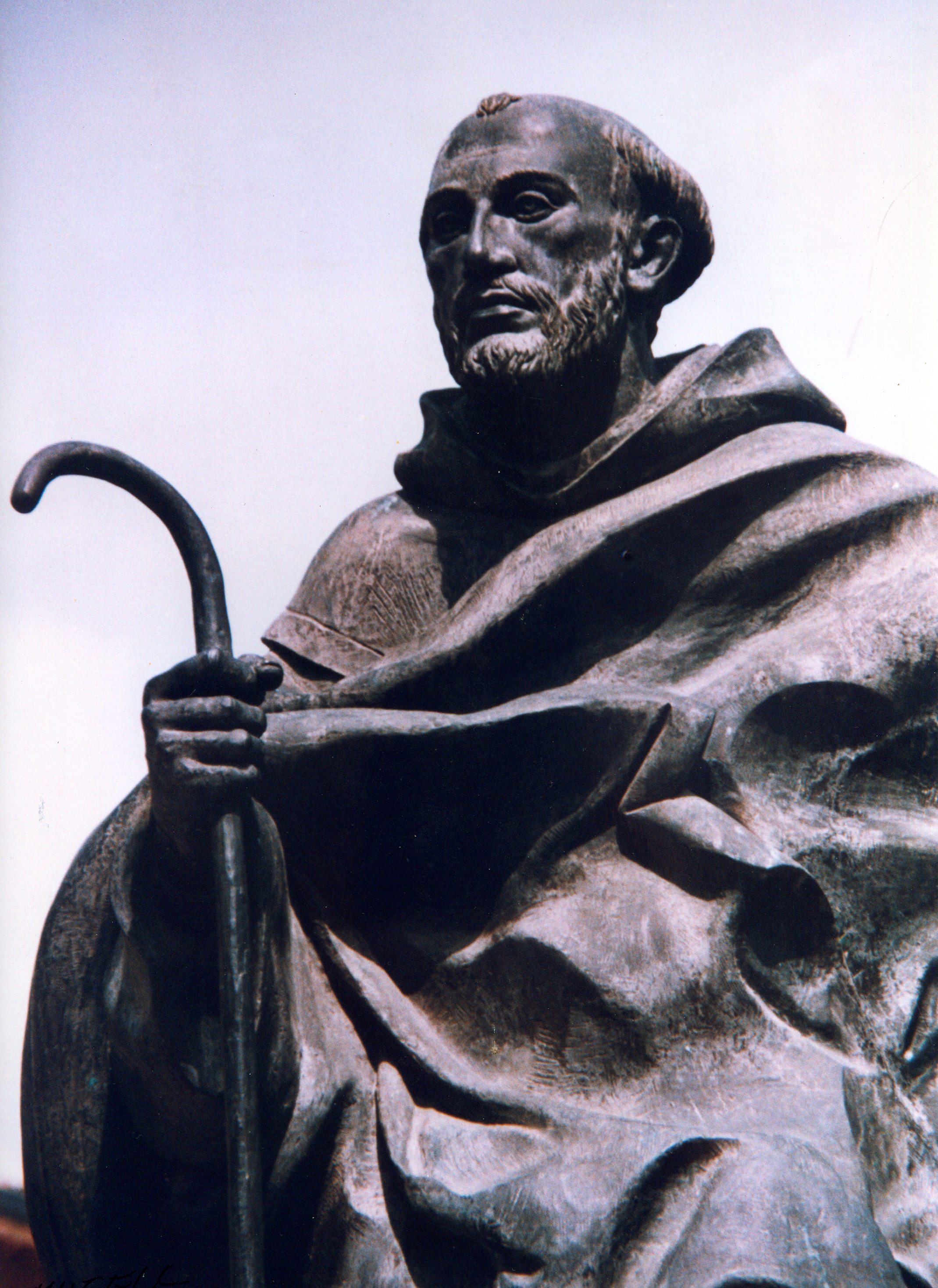
Bronze de Rafael Pi Belda à Caravaca de la Cruz (Murcie).

Jean de la Croix rencontre Thérèse d'Avila une dernière fois. Elle lui demande de fonder, avec Anne de Jésus, un nouveau monastère à Grenade. Tous deux s'y rendent, et ils y sont alors accueillis par Dona Ana en 1582. Le supérieur de la province du Carmel de Grenade est Diego de la Trinidad.
Jean de la Croix, maçon et jardinier, construit un nouveau monastère avec quelques frères. Il reçoit l’aide de son frère Francisco de Yepes. Jean de la Croix, lors de ses directions spirituelles, montre l'importance qu'il attache à ces directions au cas par cas, agissant avec délicatesse : « Qui donc a vu que les vertus de Dieu s’enseignent à coups de bâton et avec rudesse ? ».
En tant que supérieur, il se montre ferme mais doux : « Sa continuelle conversation était de Dieu, aussi bien en récréation que dans les autres lieux. Et il avait tout de grâce en traitant ces choses de Dieu qu’il nous faisait tous rire et nous rentrions ayant beaucoup de plaisir ».
Pendant le priorat d'Anne de Jésus à Grenade, il est supérieur du couvent de la même ville. On l'appelle aussi couvent de Los Martires (« couvent des martyrs »). En tant que directeur spirituel des religieuses, il permet l’entrée de postulantes sans dot, dont Marie de la Croix. Sa santé s'affaiblit cependant. Il poursuit ses directions avec certaines personnes, en écrivant des lettres dans lesquelles il encourage à vivre un détachement complet : « Voyez ce qui peut se passer dans l’âme, dans l’état où vous êtes. Comme elle marche dans les ténèbres et le vide de la pauvreté spirituelle, elle pense que tout et tous lui manquent… Mais il ne lui manque rien. Celui qui ne veut rien d’autre que Dieu ne marche pas dans les ténèbres. Bien qu'il ne voie davantage dans l’obscurité et [soit] plus pauvre, celui qui ne fait pas sa volonté propre n’a pas de quoi trébucher. »
Il apprend la mort de Thérèse d'Avila survenue en octobre 1582. Victime de critiques et de calomnies, il est le sujet d'un nouveau chapitre réuni en 1583 à Almodóvar, organisé par le supérieur le Père Gratien. Jean de la Croix est maintenu supérieur de Grenade.

### Écrivain
En 1583, en revenant du chapitre d'Almodovar, Jean de la Croix retourne auprès des carmélites avec Anne de Jésus pour effectuer des directions spirituelles. Il aide alors les religieuses en leur prodiguant des billets et des petits traités comme : Les Propriétés du passereau solitaire, Les Précautions, Les Dits de lumière et d'amour dans lesquels il explique sa doctrine. Or Anne de Jésus lui demande une explication aux poèmes qu'il a écrits en sortant de sa prison de Tolède. Après un refus, Jean de la Croix décide finalement d'écrire une explication de son poème, après avoir mis en garde contre la difficulté d'expliquer ses écrits, qu'il dit inspirés par l'Esprit-Saint ; il écrit une explication de chaque strophe, le tout donnant naissance à ses traités spirituels tels : la Montée du Carmel et La Nuit obscure, dans lesquels il décrit les étapes de l'ascension de l'âme vers Dieu,,.
Ces deux traités tentent de décrire les actions de Dieu et tracent les contours de la théologie de Jean de la Croix : « En toute âme, même en celle du plus grand pécheur du monde, Dieu réside et demeure substantiellement,. »
Dans son ouvrage La Montée du Carmel, il développe son croquis représentant sa montée du Mont Carmel. Il montre que les différents chemins qui mènent à Dieu sont : l'intelligence, l'imagination, la volonté, etc. « Dieu meut tous les êtres selon le mode de leur nature », Dieu élève l'âme « en l'instruisant des formes, des images et des moyens sensibles et selon son mode de comprendre, par des voies naturelles et surnaturelles, puis par des méditations discursives jusqu'à la souveraine grandeur de son esprit, ». Cependant, l'âme doit se détacher de tout pour parvenir à la véritable union à Dieu : « En cette nudité l'esprit trouve son repos, car ne désirant rien, rien ne le fatigue vers le haut, rien ne l'opprime vers le bas, puisqu'il est dans le centre de lui-même qui est Dieu, ».
Jean de la Croix parcourt la région afin de fonder de nouveaux monastères. Toujours accompagné d’un frère laïc, à dos d’âne ordinairement, il voyage beaucoup pour encourager les nouveaux couvents de frères et de moniales. Il continue à écrire ses traités.
Quelque temps plus tard, à la demande d'une de ses filles spirituelles, il écrit La Vive Flamme d'amour (Llama de amor viva), en quinze jours, traité précisant sa doctrine spirituelle,. Dans cet ouvrage, Jean de la Croix affirme que Dieu est au centre de l'âme, en son lieu le plus profond. Il parle de la présence et de l'union de l'âme à Dieu en la comparant à un feu intérieur (d'où le titre de son ouvrage). Là encore Jean de la Croix affirme que l'union à Dieu doit passer par une purification douloureuse. Afin de parvenir à cette union, il prend appui sur l'expérience de la transverbération de Thérèse d'Avila pour décrire cette intimité.

### Charges et réformes
En 1585, devant l'importance du nouvel ordre religieux des carmes déchaussés (plus de 500 personnes y sont alors entrées), un chapitre est convoqué au Portugal. Jean de la Croix fonde un couvent à Malaga et un autre chapitre est convoqué à Pastrana le 17 octobre 1585. Le chapitre vote le transfert des restes de Thérèse d'Avila au couvent de l'Incarnation à Avila. Jean de la Croix n'est plus le prieur de Grenade, mais devient le vicaire provincial d'Andalousie (le responsable des carmes dans toute la province).
Jean de la Croix voyage alors beaucoup. Il visite les nombreux couvents carmes d'Andalousie, il donne des conseils sur la conduite des frères. Il fonde une nouvelle institution à Ségovie. Cependant, la santé de Jean de la Croix se montre fragile et il doit s'arrêter à Guadalcázar, où il tombe malade.
En 1586, Doria, le supérieur des carmes décide de convoquer un nouveau chapitre à Madrid pour le 13 août. Jean de la Croix part pour Madrid et est accompagné par Anne de Jésus qui doit fonder un carmel dans la région de cette ville. Au cours du chapitre, il est décidé de publier les œuvres de Thérèse d'Avila, ainsi que le passage sur l'unification du rite romain au sein des carmes déchaussés.
Il retourne en Andalousie où il rencontre la carmélite Marina de San Angelo et parle avec elle de l'oraison. Il lui démontre l'importance de l'examen de conscience afin de rechercher tout ce qui peut nous séparer de Dieu. Lors de ce retour, il confie néanmoins sa souffrance du fait que ses avis ne sont jamais écoutés et suivis dans les décisions des chapitres.
Le 18 décembre 1586 il fonde de nouveau à Caravaca[Quoi ?] et repart à Beas. Doria convoque alors de nouveau un chapitre pour avril 1587 à Valladolid. Jean de la Croix est dispensé de toutes ses charges sauf celle de prieur de Grenade. Le 10 juillet 1587, le pape Sixte Quint érige l'ordre des carmes déchaussés en congrégation à part entière.

### Prieur à Ségovie

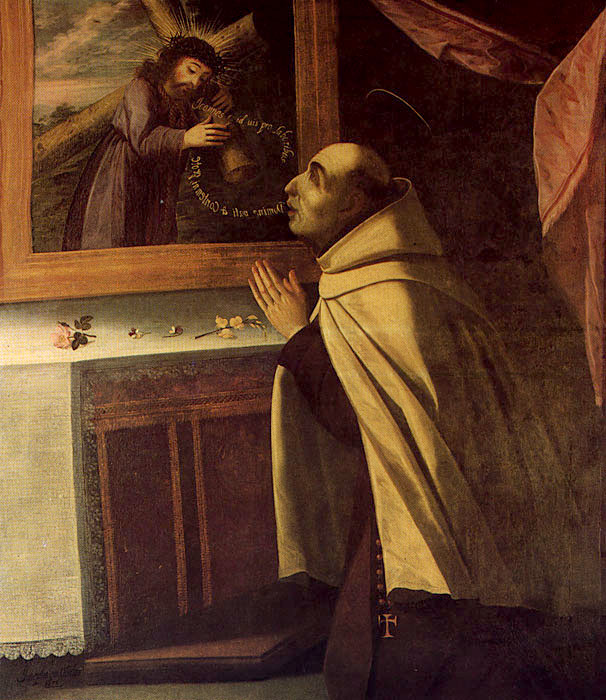
Vision de Jean de la Croix, de Josefa de Óbidos, 1673, à la Santa Casa de Misericórdia, Figueiró dos Vinhos, Portugal.

Jean de la Croix, prieur de Ségovie,,, devient alors l'un des consultateurs de l'ordre. Il fonde un monastère dans la ville, avec Doña Ana, celle qui a reçu le livre La Vive Flamme d'amour, et qui finance l'institution religieuse,. Jean de la Croix s'occupe alors des nombreuses demandes de la consulta, organe dirigeant des carmes, et passe de longs moments à prier,. Des rumeurs et des critiques s'élèvent mais il refuse de changer de comportement ou d'adopter une attitude méfiante vis-à-vis de certaines personnes : « Mieux vaut se laisser tromper » dit-il, plutôt que de perdre sa pureté de cœur.
Lors d'une de ses oraisons, il contemple un tableau de Jésus crucifié quand il affirme entendre une voix qui lui demande : « Jean, que désires-tu pour tous les travaux que tu as endurés pour moi ? ». Il répond alors ne vouloir rien d'autre que « souffrir et être méprisé pour vous,, ». Il affirme d'ailleurs dans son commentaire du Cantique spirituel que « Souffrir est le moyen par excellence pour aller plus avant dans la délectable et profonde sagesse de Dieu » ; critiquant ceux qui refusent la souffrance, il dit : « Ô Vérité méconnue, quand pourra-t-on faire comprendre que la profondeur de ta Sagesse et des richesses infinies de Dieu est inaccessible à ceux qui repoussent les souffrances, à ceux qui ne désirent pas, et n'y trouvent pas la consolation de leur âme ? ».
Dans le même temps, les carmélites demandent à Doria de le prendre comme directeur spirituel, ce qui vexe les supérieurs des carmes. Un nouveau chapitre est convoqué le 2 juin 1591. Jean de la Croix n'a alors plus aucune charge au sein des carmes, ce qui l'empêche d'avoir un rôle spirituel auprès des carmélites. Il donne ses derniers conseils aux religieuses dans une lettre : « Où il n'y a pas d'amour, mettez de l'amour et vous obtiendrez de l'amour ».

### Calomnies et mort de Jean de la Croix

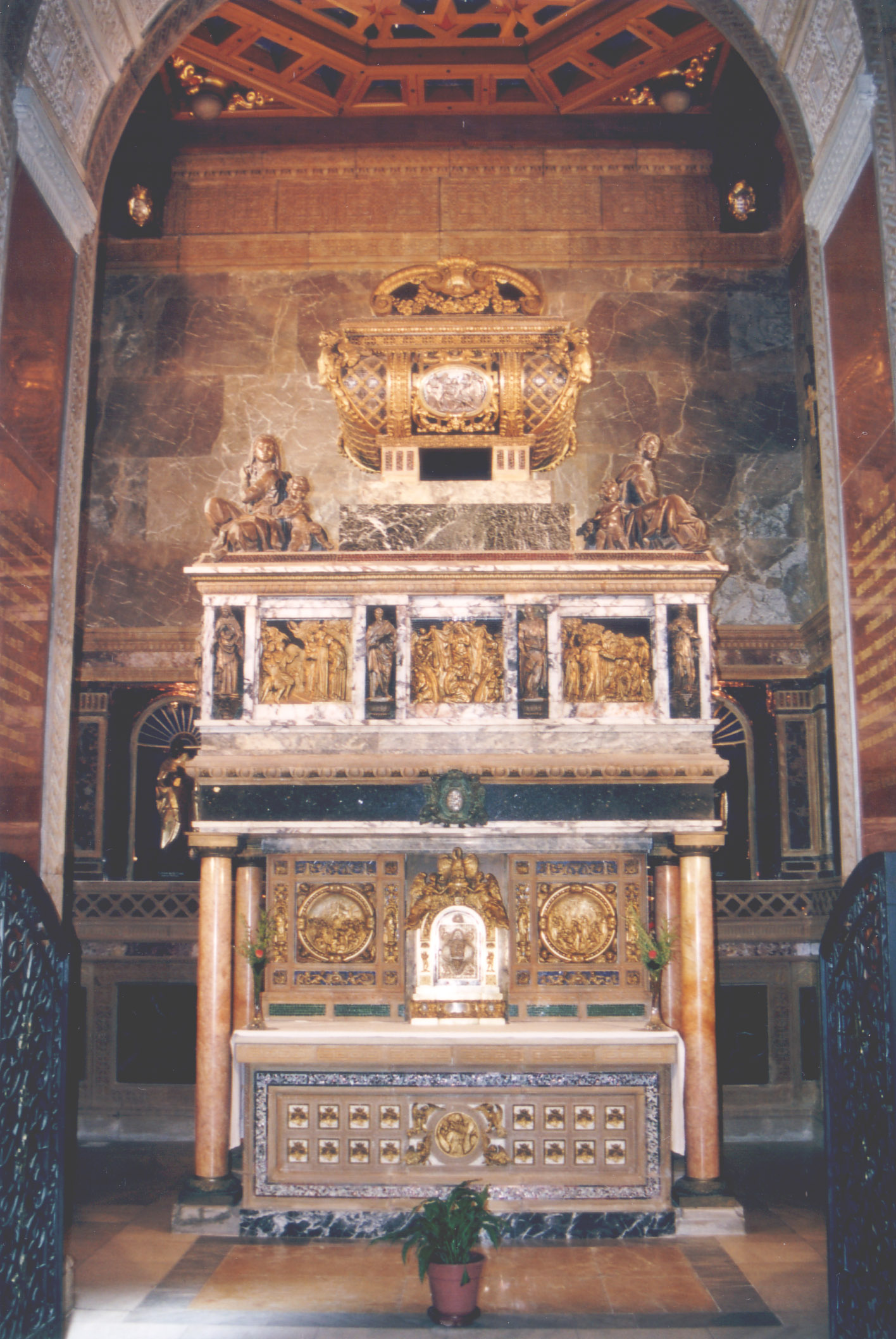
Sépulture de Jean de la Croix au Carmel de Ségovie.

Alors qu’il a été présent au départ de la réforme et qu’il a assumé différentes responsabilités, excepté celle de supérieur provincial, il finit par être marginalisé de nouveau en 1591, lors du chapitre général des carmes déchaussés,. Le chapitre général veut l’envoyer fonder des communautés au Mexique avant de réduire son statut à celui de simple religieux. Il est d'abord envoyé au couvent de La Peñuela en Andalousie.
Il se réjouit cependant de cette exclusion dans laquelle il voit une similitude avec Jésus-Christ lors d'une lettre à Anne de Jésus : « Désirez vous rendre semblable à notre grand Dieu humilié et crucifié, car si cette vie ne sert à l'imiter, à quoi est-elle bonne ? ».
Il retourne en Andalousie à l'automne, à La Peñuela, où il devient simple carme. Diego Evangelista, un carme qui voue une haine féroce à Jean de la Croix, profite de ses pouvoirs donnés au chapitre pour mener une enquête contre lui. Il détourne des témoignages et veut le décrire comme un « coureur de bures », essayant de discréditer le mystique,.
Jean de la Croix tombe malade le 10 août 1591, victime d'un érysipèle. Il est porteur d’une fièvre qui ne le quitte plus et il ne peut pas rester dans le petit couvent de La Peñuela,. Le 28 septembre, il est envoyé dans le couvent le plus proche, à Úbeda, pour s’y faire soigner, mais il y est reçu avec beaucoup de méfiance par le supérieur Francisco Crisostomo qui n'a pas apprécié les reproches que lui a faits son hôte, lors d'une visite, lui reprochant sa conduite arrogante envers les novices,. De plus, il ne reçoit pas de dispense spéciale alors que sa maladie empire.
Le médecin coupe les morceaux de chairs infectés, et devant les dons qui affluent pour Jean de la Croix, considéré par les villageois comme un saint, le prieur décide de lui interdire toute visite. La maladie empire et les soins du médecin sont très douloureux : coups de bistouri, incisions du talon, le long du tibia, cautérisation au fer rouge… Ils ne permettent cependant pas de limiter les abcès et Jean de la Croix affirme au père Antoine qui l'accompagne être submergé par la souffrance,,.
La maladie se poursuit mais Jean de la Croix confie au père Antoine être de plus en plus paisible. Le médecin lui annonce le 7 décembre que sa mort est proche ; Jean de la Croix se confesse et demande pardon à sa communauté. Le 13 décembre, il demande qu'on lui lise le Cantique des Cantiques. Il meurt dans la nuit du 13 au 14 décembre 1591. Doña Ana obtient très vite que son corps soit transféré à Ségovie, où elle demeure.

## Héritage

### Doctrine spirituelle

#### Foi

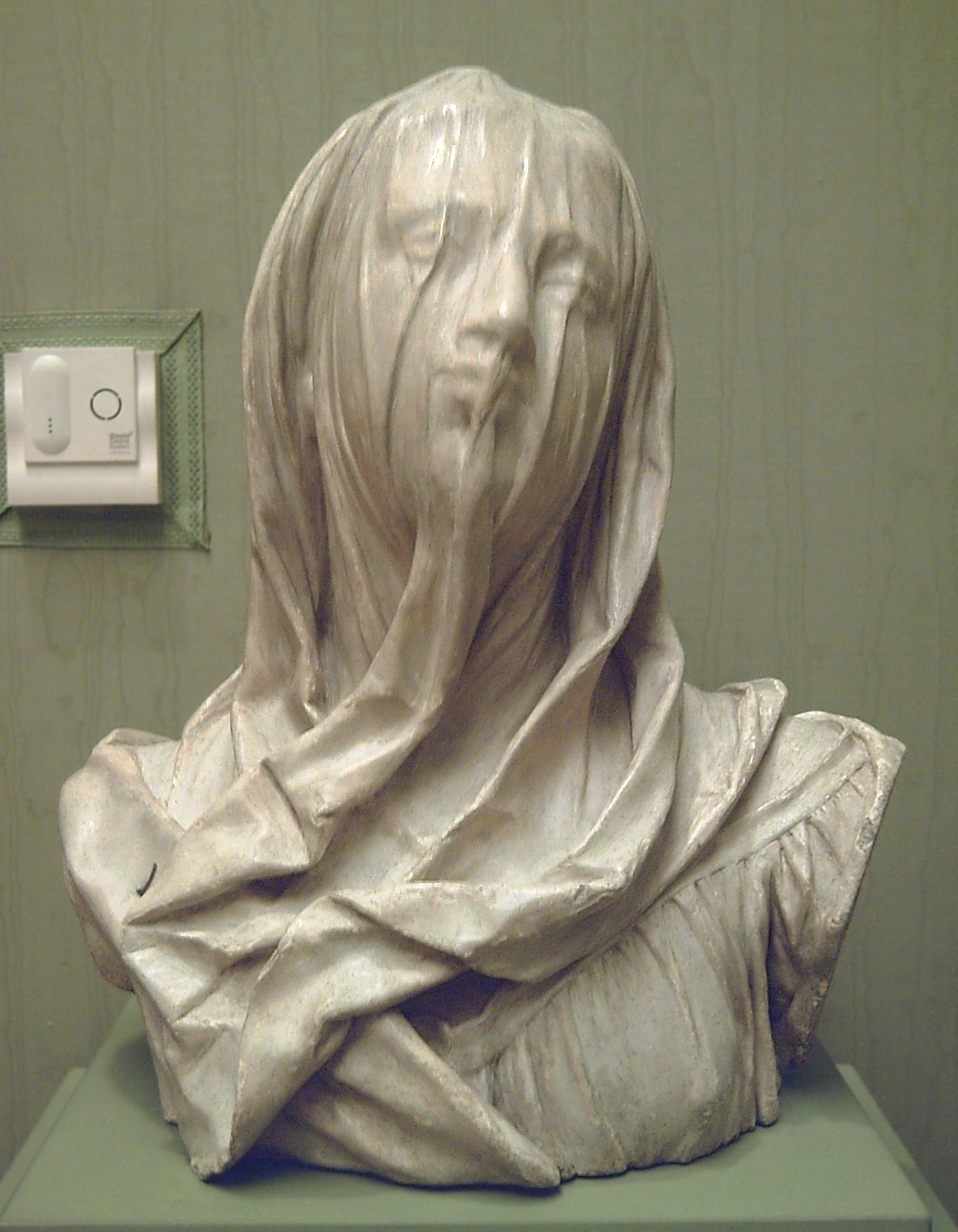
Allégorie de la foi de Luis Salvador Carmona à l'Académie royale des beaux-arts de San Fernando, 1752.

##### La foi, seule mesure de Dieu
Dans la mesure où Dieu est un pur esprit comme le proclame le dogme catholique, il ne peut pas être connu par nos facultés naturelles : nos sens ne perçoivent que le concret des choses, et l'intelligence n'atteint que les idées générales. La foi est alors l'unique moyen de connaissance de Dieu : « la foi est le seul moyen propre et proportionné pour atteindre Dieu, », dit-il. Jean de la Croix affirme qu'il faut tout le temps faire des actes de foi. Il n’accorde pas beaucoup d'importance aux phénomènes extraordinaires comme les apparitions ou les miracles. Pour lui, ces phénomènes ne sont que des manifestations de Dieu, mais ne sont pas Dieu Lui-même,.

##### La foi est nuit
Jean de la Croix définit la foi comme « une connaissance certaine mais obscure, ». Dans La Montée du Carmel, il affirme que la « foi est une nuit, » ; pour lui, notre connaissance de Dieu ne sera jamais parfaite puisque Dieu est en dehors de nos facultés. Ainsi la foi dépasse l'intelligence et doit la soumettre, la foi consistant à croire en un mystère. L'obscurité de la foi vient donc pour Jean de la Croix du fait que la foi dépasse l'intelligence, et cette dernière, n'ayant pas d'explication, se trouve dans une obscurité, du fait de l'éblouissement de la foi : « La foi est un habitus de l'âme, certaine et obscure en même temps. Elle est obscure car elle nous fait croire des vérités révélées par Dieu lui-même, qui sont au-dessus de toute lumière naturelle. Parce qu'elles sont infinies et divines, elles excèdent incomparablement la portée de tout entendement humain... Ainsi en est-il de la foi. Sa lumière, par son excès, opprime et éblouit la lumière de notre entendement, ». C'est cet éblouissement de l'entendement qui conduit à un aveuglement et, donc, à une obscurité ou une nuit.
La foi est pour Jean de la Croix un mystère pour la personne elle-même. Dans son ouvrage La Nuit obscure, il décrit la foi comme « un escalier secret, par lequel l'âme pénètre jusqu'aux profondeurs de Dieu, ». La foi est aussi décrite comme « une tunique blanche dont l'âme se revêt et sans laquelle il est impossible de plaire à Dieu, ». Pour Jean de la Croix, la foi est le moyen d'être en sûreté contre tous ses ennemis, qui sont le démon, le monde et la chair.

##### La foi comme torche enflammée
Jean de la Croix utilise une autre analogie pour décrire la foi : il l'a décrite comme des « torches enflammées », que les soldats de Gédéon portaient mais ne voyaient pas, dans le livre des Juges,. Il affirme que la foi est du même ordre comme un vase qui contient la lumière : le vase qui empêche de voir la lumière est l'enveloppe obscure alors que le contenu de la foi, la lumière, est Dieu lui-même. Ainsi l'intelligence n'arrive qu'à atteindre la surface alors que la foi atteint l'intérieur, la substance de Dieu.
La foi permet pour Jean de la Croix de vivre avec Dieu. Pour lui, « plus une âme a la foi, plus elle est unie à Dieu, ». Il développe son argumentaire en s'appuyant sur le livre d'Osée : « C'est dans la foi que Dieu épouse l'âme, ». Enfin, dans son Cantique spirituel la foi accompagnée de la charité « est une véritable possession de Dieu, ».

#### Espérance et détachement

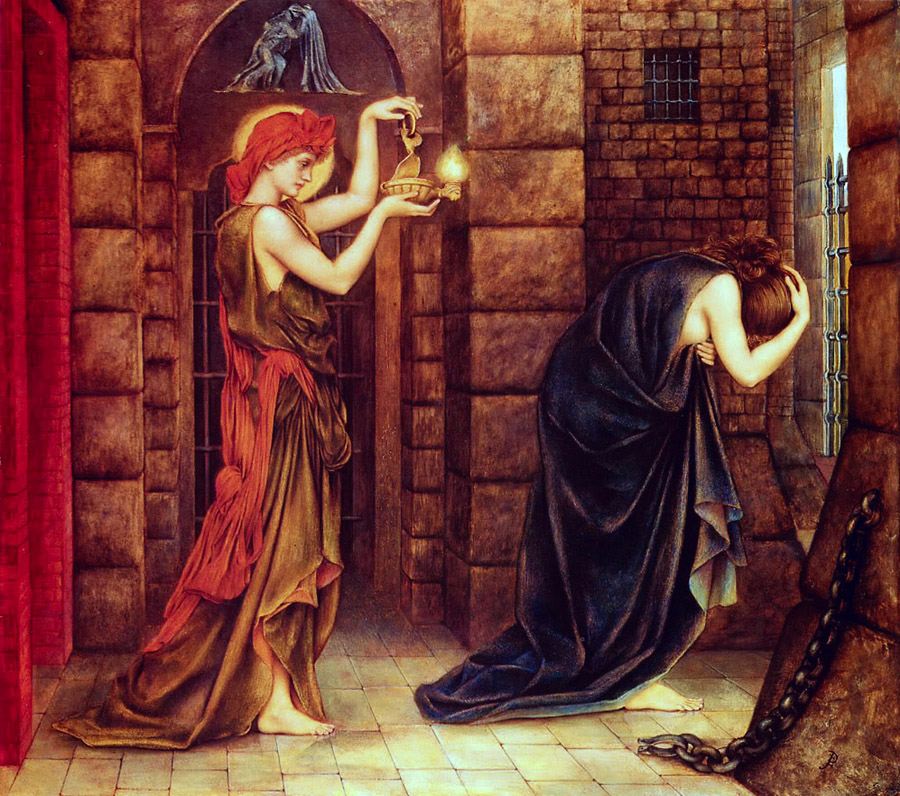
Allégorie de l'Espérance dans la prison, d'Evelyn De Morgan.

##### Importance de l'espérance chrétienne
Jean de la Croix considère l'espérance comme l'un des éléments centraux qui mènent à Dieu, et cette place essentielle donnée à l'espérance le conduit à l'affirmation qu'« on obtient autant qu'on espère, ». Cependant l'espérance n'est pas naturellement pure pour Jean de la Croix, elle doit être tournée vers Dieu. Il dessine dans La Montée du Carmel un plan qui mène à Dieu, et décrit tous les chemins qui égarent loin de Dieu, c'est-à-dire les biens terrestres. Selon lui, le seul chemin qui mène à Dieu est celui du rien : « Pour arriver à tout savoir, veillez à ne posséder quoi que ce soit (...) Pour arriver à être tout, veillez à n'être rien de rien (...) car pour venir du tout au tout, il faut se renoncer du tout au tout, ». Jean de la Croix affirme alors que pour atteindre Dieu, le danger est moins le péché que l'attachement volontaire aux choses : « Une seule des imperfections, si l'âme y est attachée ou en a l'habitude, lui cause autant de dommage pour son avancement et son progrès dans la vertu, qu'une foule d'imperfections et de péchés véniels, qui ne procéderaient pas de l'habitude d'une passion vicieuse, ».

##### Obstacles à l'espérance
Jean de la Croix développe dans ses traités les obstacles qui peuvent empêcher l'âme d'atteindre Dieu par manque d'espérance. Il affirme qu'il faut s'appuyer uniquement sur Dieu. Le premier obstacle est l'intelligence. Bien qu'il n'en nie pas l'importance, qui lui paraît même utile au début, celle-ci peut s'avérer un obstacle quand elle refuse l'obscurité douloureuse de la foi. L'attachement aux biens intellectuels est aussi, pour lui, un obstacle possible sur le chemin vers Dieu.
La deuxième source de difficultés vient des vertus elles-mêmes, et là encore Jean de la Croix pense que l'on ne devient vertueux que par la grâce, l'aide de Dieu. Or, très vite, une personne qui devient vertueuse considère qu'elle l'a été par ses propres mérites, ce qui conduit à refuser Dieu comme source de tout. L'effort pour acquérir les vertus devient l'obstacle qui nie l'action de Dieu dans l'âme,. Pour bien agir une personne doit alors avoir confiance en Dieu et ne compter que sur Lui seul, en se détachant de tout : « Mon âme est détachée de toute chose créée... appuyée uniquement sur son Dieu, ».
Les autres obstacles sont, pour Jean de la Croix, ce qu'il appelle les « biens spirituels » ou les « grâces sensibles ou mystiques ». Pour Jean de la Croix ce sont des dons de Dieu, mais on peut les détourner pour en tirer orgueil et en faire un bien propre. Toute personne qui fonde sa vie spirituelle sur ces biens est alors semblable à « la mouche qui se pose sur le miel et ne peut plus voler, l'âme qui s'attache aux consolations spirituelles n'est plus libre pour la contemplation, ».
L'ensemble de ces obstacles conduisent Jean de la Croix à voir dans la nuit obscure un élément de purification.

##### Détachement comme aboutissement de l'espérance
Jean de la Croix affirme que le moyen d'arriver à Dieu est celui du détachement, de la pauvreté complète que l'on peut atteindre par la nuit obscure. Certes il ne nie pas l'importance des livres ou des sacrements, mais ce ne sont que des moyens. Ce qu'il décrit comme la nuit obscure est alors une pauvreté complète de la personne, qui la dégage de tout.
C'est la pauvreté totale qui conduit à l'union avec Dieu. Ce dénuement mène alors l'âme à Dieu : « Quand l'âme est si détachée de tout, qu'elle est dans un dénuement complet, qu'elle a, je le répète, accompli tout ce qui dépendait d'elle, il est impossible que Dieu ne fasse pas de son côté ce qu'il faut pour se communiquer à elle, au moins dans le secret du silence, ». C'est par la pauvreté que l'on peut recevoir Dieu, comme Jean de la Croix le dit dans l'un de ses poèmes : « Alors je m'abaissai tant et tant / Que je fus si haut si haut, / Que je finis par atteindre le but, ».

### Théologie mystique

#### Union de l'âme à Dieu
Les écrits de Jean de la Croix présentent une grande cohérence. Il cherche à y développer chez ses lecteurs la vie intérieure et la vie de prière avec Dieu. Il pose la connaissance de soi et du monde extérieur en prérequis à la connaissance de Dieu : « Après l'exercice de la connaissance de soi, la considération des créatures est le premier pas à faire dans le chemin spirituel, pour arriver à la connaissance de Dieu, ».
Il développe tout au long de ses écrits une doctrine sur l'âme humaine qui doit passer par des purifications progressives afin d'accéder à la vie intérieure. Dans La Nuit obscure, il amplifie et décrit ce qu'il appelle la « nuit de l'âme » : une purification passive des facultés sensibles c'est-à-dire de la mémoire, de l'imagination, de la volonté et de l'entendement afin de pouvoir accéder à Dieu. Dans La Montée du Carmel et le Cantique Spirituel, il disserte sur les différents aspects de la personne et analyse la substance de l'âme qui permet une union à Dieu.
La Bible a une place fondamentale dans cette démarche et sa lecture ouvre pour Jean de la Croix à la contemplation : « Cherchez en lisant et vous trouverez en méditant ; appelez en priant et l'on vous ouvrira à la contemplation ». La lecture de la Bible, la lectio divina, qu'il croit inspirée par Dieu, est un moyen de rentrer dans la contemplation : « En suivant les divines écritures, nous ne pouvons nous égarer, puisque c'est l'Esprit-Saint Lui-même qui parle ». Il voit ainsi dans les personnages bibliques autant de témoins de l'expérience de Dieu, autant d'exemples à suivre.

#### Importance de la prière
Ces prérequis conduisent Jean de la Croix à développer sa conception de la prière. Celle-ci ne se limite pas à la simple méditation ou au temps consacré à Dieu. Pour Jean de la Croix, la prière est inséparable de la vie quotidienne ; elle consiste dans le désir de Dieu tout au long des activités de la vie courante : « Efforcez-vous de vivre une oraison continuelle, sans l'abandonner au milieu des exercices corporels. Que vous mangiez, que vous buviez, que vous parliez ou que vous fassiez tout autre chose, entretenez constamment en vous le désir de Dieu ».
Dans Cantique Spirituel, Jean de la Croix résume le cheminement mystique par l'énumération des étapes de la prière : « Ce chant décrit la voie que suit une âme depuis l'instant où elle commence à servir Dieu jusqu'à celui où elle atteint le sommet de la perfection, c'est-à-dire le mariage spirituel. On y traite donc des trois états ou trois voies de la vie spirituelle qui conduisent à l'état de perfection : la voie purificatrice, la voie illuminative et la voie unitive ».

##### Voie purificatrice
Jean de la Croix dans ses différents ouvrages décrit la vie mystique comme un chemin, une montée vers Dieu. Ce chemin passe pour les débutants par une voie purificatoire : la prière au début peut être difficile et demande de la persévérance.
Jean de la Croix encourage à persévérer : « Ne laisse jamais l'oraison si tu sens de la sécheresse et de la difficulté, à cause de cela même, persévère. Souvent Dieu veut voir ce dont ton âme est capable, et cette épreuve n'a pas lieu dans la facilité et le goût spirituel ». Pour Jean de la Croix il est nécessaire de se dépouiller de tout et de lutter contre ce qui nous écarte de la prière. Il voit dans les difficultés des signes surnaturels : « Le démon peut provoquer des mouvements sensuels pour favoriser un relâchement ou un abandon du temps appliqué à l'oraison ; les mouvements de la luxure peuvent aussi être le signe d'un tempérament délicat, ».
La prière doit consister à se purifier des envies : « C'est un grand mal que de regarder les biens de Dieu plutôt que Dieu même. Oraison et réappropriation ». Dans ses écrits, il décrit ce passage comme une « nuit noire de l'âme ».

##### Voie illuminative

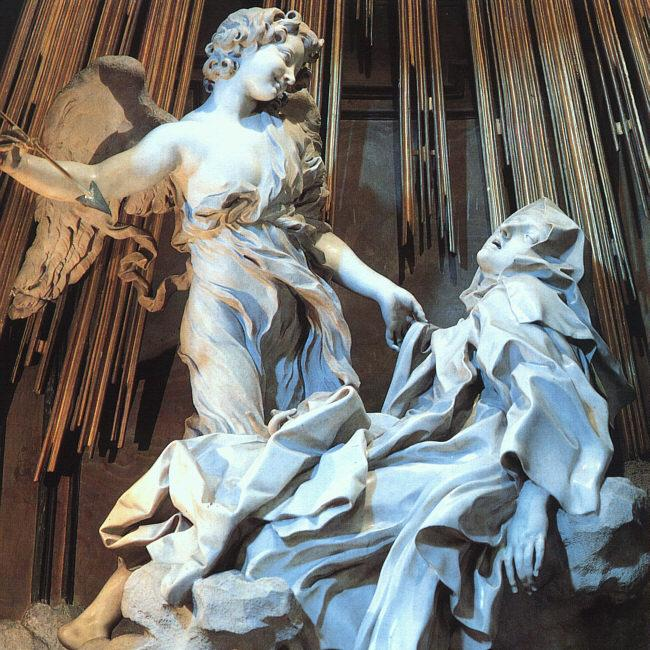
Représentation de la transverbération de Thérèse d'Avila par Le Bernin.

La deuxième étape décrite par Jean de la Croix est celle de la voie illuminative. Cette étape est celle du passage à la contemplation. Dans ses ouvrages, La Nuit obscure et La Montée du Carmel, il décrit le passage de la méditation à l'oraison : la personne qui prie n'arrive plus à méditer, néanmoins, elle ne veut pas pour autant revenir à la vie qu'elle menait avant l'oraison et a le sentiment de ne pas assez servir Dieu.
Jean de la Croix décrit cette étape en affirmant que la personne qui prie ne fait plus d'effort pour prier : « Dès qu'elle se met en présence de Dieu, elle entre dans un acte de connaissance confuse et amoureuse, calme, paisible, dans lequel elle s'abreuve de sagesse, d'amour, de jouissance ». La personne vit alors dans une grande paix intérieure, c'est un changement, qu'il appelle aussi les « fiançailles spirituelles » « Autrefois dans son oraison et sa relation avec Dieu, elle s'occupait de certaines considérations et suivait certaines méthodes. Maintenant tout se réduit à aimer, ».

##### Voie unitive
Le sommet de l'oraison pour Jean de la Croix est la voie unitive : l'union de l'âme à Dieu. Jean de la Croix affirme — la théologie l'appelle l'« habitation de la Trinité » — que Dieu est présent au centre de l'âme. Le but de la vie spirituelle consiste pour Jean de la Croix à s'unir à Dieu en son âme. Cette union par l'oraison est le sommet de la vie spirituelle : « Parce que Dieu réside substantiellement en l'âme, dans ce sanctuaire... les communications — contacts substantiels d'union entre l'âme et Dieu — constituent le plus haut degré de l'oraison. Une seule de cette nature apporte à l'âme plus d'avantages que toutes les autres, quelles qu'elles soient ».
Cette union est comparée à un mariage spirituel : « De même que, dans la consommation du mariage naturel, les époux sont dans une seule chair ainsi, une fois le mariage consommé entre Dieu et l'âme, il y a deux natures fondues dans un même esprit et un même amour ». Cette union est pour Jean de la Croix une préfiguration de la vie éternelle qui consiste en « la possession de Dieu par l'union d'amour, ».

### Philosophie de Jean de la Croix

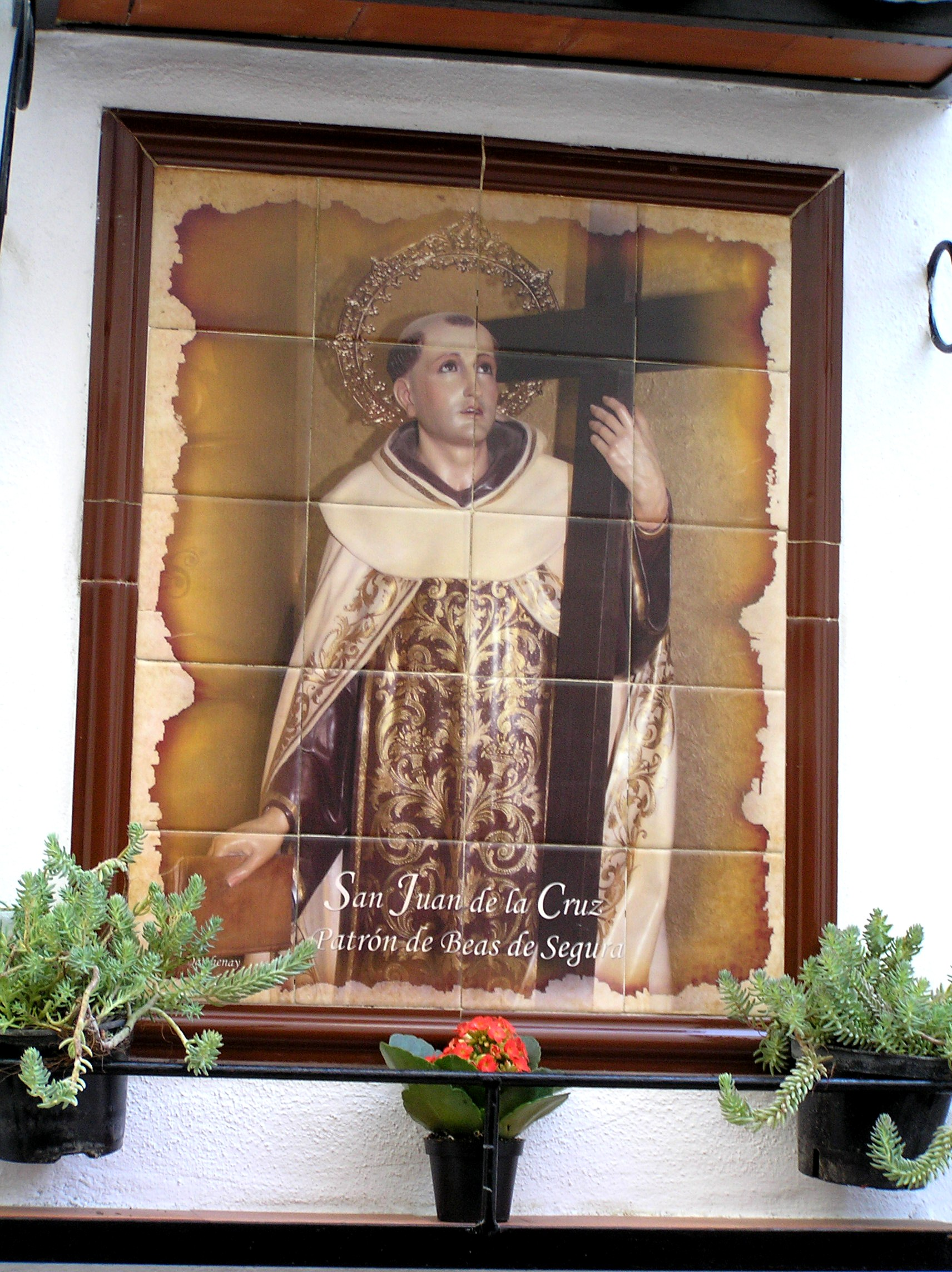
Représentation moderne de Jean de la Croix à Beas de Segura (Espagne).

#### Détachement
Les écrits et les expériences spirituelles de Jean de la Croix ont été commentés par des philosophes. Certains y ont vu un mouvement de dépassement permanent. Jacques Paliard, professeur de philosophie à Aix-en-Provence, voit un mouvement d'insatisfaction et une inquiétude permanente d'autre chose, de quelque chose de plus élevé, qui ne trouve sa satisfaction que quand il aura trouvé Dieu à sa mesure et selon ses besoins. C'est ce mouvement qui conduit à vouloir se dépasser par un détachement de tout. Jean de la Croix est largement commenté par les philosophes du détachement, qui en font l'un des principaux penseurs du détachement chrétien. Père Marie-Eugène de l'Enfant-Jésus, carme qui s'est spécialisé dans l'étude de la théologie de Jean de la Croix, voit dans ce mouvement un élément central de la spiritualité du carme espagnol ; il compare ce détachement au « souffle de Dieu dans l'âme qui veut aller vers Dieu ».
Afin d'accéder à Dieu, Jean de la Croix prône un détachement intégral, ce qui le conduit à affirmer que « pour arriver à tout savoir, veillez à ne posséder quoi que ce soit (...) pour arriver à être tout, veillez à n'être rien de rien (...) car pour venir du tout au tout, il faut se renoncer du tout au tout ».

#### Intelligence et volonté
Jean de la Croix étudie la philosophie de Thomas d'Aquin, et il reprend à son compte les deux facultés de l'âme : l'intelligence et la volonté. Henri Grialou qui étudie Jean de la Croix, affirme néanmoins que la pensée de Jean de la Croix conduit à une distinction sur l'intelligence et la volonté.

#### Théologie négative
Jean de la Croix s'inscrit dans le fil d'une longue tradition apophatique qui part de Clément d'Alexandrie et aboutit aux mystiques espagnols du XVIe siècle : Louis de Grenade, Jean d'Avila, Luis de León. La particularité des textes de Jean de la Croix est un certain radicalisme de l'agnosticisme mystique.

### Œuvre littéraire

#### Sources d'inspiration
La richesse de l'œuvre de Jean de la Croix en fait l'un des principaux écrivains de langue espagnole, l'un des chefs de file du Siècle d'or. Son principal livre d'inspiration est la Bible, et principalement le Cantique des Cantiques. D'autres livres sont inclus, implicitement ou explicitement, dans ses écrits : ceux de Pseudo-Denys l'Aréopagite, Confessions de Saint Augustin, Thomas d'Aquin ; tous sont en effet cités dans ses principaux traités, et il les a étudiés pendant ses études de théologie. On peut aussi voir l'influence de Jean Tauler et Jean de Ruysbroek. Certains parlent d'une influence islamisante. Cependant cette thèse est à nuancer dans la mesure où Jean de la Croix n'a pas eu accès à une bibliothèque quand il écrivit. Il s'agirait d'une influence indirecte, puisque la culture arabe était encore présente en Andalousie à l'époque de Jean de la Croix.

#### Poésie
La poésie de Jean de la Croix est reconnue comme l'une des plus belles de la poésie lyrique espagnole. Elle cherche à exprimer l'expérience mystique et religieuse de Jean de la Croix en vers. Selon Jacques Ancet, la Nuit obscure et le Cantique spirituel seraient redevables à la tradition hébraïque (celle notamment du Chant des chants, ou Cantique des cantiques), ainsi qu'à la tradition arabe.

##### Genèse
La composition des poèmes de Jean de la Croix ne date pas de ses années d'études (1559–1563), mais il existe des traces des premiers vers dès la période d'Avila (1572–1577). De cette époque on connaît des vers écrits par Jean de la Croix et transmis par Thérèse d'Avila lors des fêtes de Noël,. Bien qu'aucune mention précise ne permette de dater avec certitude l'écriture des poésies de Jean de la Croix, de nombreux indices font remonter l'écriture de ses premières poésies avant l'épisode de Tolède, tels les poèmes : J'aborde une sphère inconnue et Je vis, mais sans vivre en moi-même,.
Le moment culminant de la littérature sanjuaniste (nom donné aux écrits de Jean de la Croix), date de sa période en prison à Tolède (décembre 1577–août 1578). On date ainsi de la période de Tolède les poèmes Super Flumina Babylonis, Je sais une source qui jaillit et s'écoule, les 31 strophes du Cantique Spirituel ou encore Où es-tu caché bien-aimé ?.
Les autres poésies sanjuanistes sont difficiles à dater de manière plus précise ; une grande partie a sans doute été écrite quand il vivait à Grenade (1582–1586). La poésie de La Nuit obscure est écrite lorsque Jean de la Croix était à Tolède, et avant son arrivée à Grenade (1578–1582). Les poèmes Ô flamme d'Amour, Vive Flamme et les dernières strophes du Cantique Spirituel sont écrits à partir de 1582.

##### Poétique sanjuaniste
Jean de la Croix a étudié la poésie au cours de ses études à Medina del Campo, où il a reçu une formation littéraire qui lui a permis de connaître les écrivains et poètes classiques espagnols ainsi que les règles prosodiques.
Les écrits sanjuanistes peuvent être classés dans plusieurs genres : celui de la poésie classique (c'est le cas, en particulier, des poèmes : Où t'es tu caché, bien-aimé ?, Au milieu d'une nuit obscure, Ô flamme d'amour, vive flamme, Je sais une source qui jaillit et s'écoule, Vois ce berger seul et tout désolé), celui des couplets ou des gloses (par exemple : J'aborde une sphère inconnue, Je vis, mais sans vivre en moi-même, Dans l'élan d'un exploit d'amour, Appuyé sans aucun appui, Jamais les beautés de ce monde, celui des romances (Au commencement demeurait, Sur les fleuves qu'en Babylonie) ou celui des chansons (Du verbe divin, Oubli du créé).
La poésie sanjuaniste apparaît comme immergée dans la culture hispanique contemporaine. Jean de la Croix s'inspire de poètes espagnols profanes, et réutilise des techniques et des thèmes de la poésie populaire espagnole. La principale source d'inspiration de ses poèmes est la Bible et plus particulièrement le Cantique des Cantiques, revisité par lui. Ainsi, selon Eulegio Pacho, Jean de la Croix « reproduit le texte et le moule biblique, parce qu'il répète le fait même que celui-ci traduit ; c'est la meilleure manière de s'exprimer, la plus dense et la plus naturelle ». Jean de la Croix s'est inspiré pour certains de ses poèmes des poésies de Juan Boscán et de Garcilaso de la Vega.
Ces poèmes cherchent à retranscrire son expérience spirituelle. Il les donne aux religieuses, et quand il les distribue, elles lui en demandent un éclairage personnel. Jean de la Croix a écrit des explications en prose de ses poésies. Elles aboutissent aux quatre œuvres majeures de Jean de la Croix : La Montée du Carmel, La Nuit obscure, La Vive Flamme d'amour et Le Cantique spirituel, qui mélange poésie et prose, donnant un style unique et d'une grande richesse doctrinale. Ces quatre ouvrages qui cherchent à rendre compte de l'expérience personnelle de Jean de la Croix tout en l'expliquant contribuent à donner une dimension mystique à la poésie sanjuaniste, augmentant sa singularité au sein de la poésie espagnole. Sa poésie est considérée comme l'une des plus belles de la poésie espagnole. Paul Valéry voit dans les poèmes de Jean de la Croix des chefs-d’œuvre de la littérature.

#### Traductions
La première traduction est faite à Bordeaux en 1610 par des prêtres séculiers mais elle n'a pas été publiée. Les premières traductions publiées sont celles de René Gaultier, du Grand Conseil, en 1620, en français. Elles ont d'emblée une grande influence sur les spirituels : l'évêque Jean-Pierre Camus en 1624, les jésuites Lallemant, Surin, Rigoleuc en 1629 notamment s'y réfèrent.
La traduction du Père Cyprien, carme déchaussé, dans les années 1640-1660 est également notable. Plus de cent autres traductions existent. La traduction du Père Cyprien a été réactualisée par le Père Lucien, aussi carme déchaussé, dans les années 1940-1960.

## Postérité

### Reconnaissance par l'Église catholique

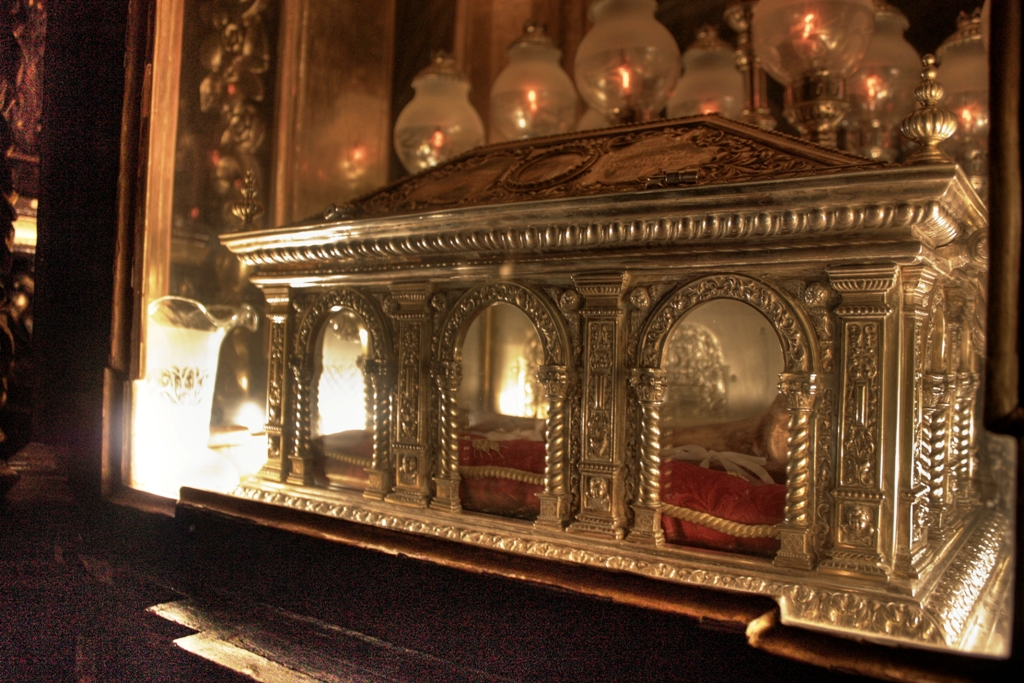
Reliquaire de Jean de la Croix à Úbeda, Espagne.

La reconnaissance par l'Église catholique de Jean de la Croix a été assez rapide. Il est en effet béatifié dès 1675 par Clément X, puis canonisé en 1726 par Benoît XIII.
Au XVIIe siècle, des querelles théologiques, notamment entre les Français Bossuet et Fénelon conduisent à considérer les écrits de Jean de la Croix comme engendrant l'illuminisme. Cette querelle a pour conséquence de remettre en cause les écrits de Jean de la Croix.
Cependant, en 1891, plusieurs évêques demandent, lors du troisième centenaire de la mort de Jean de la Croix, de le proclamer Docteur de l'Église, mais cette demande n'aboutit pas.
Thérèse de Lisieux le considère comme l'un de ses guides principaux : « À l'âge de 17 et 18 ans je n'avais pas d'autre nourriture spirituelle », confie-t-elle. Elle affirme que Jean de la Croix est « le saint de l'Amour par excellence ». La vision de Thérèse de Lisieux change la perception de Jean de la Croix. La reconnaissance rapide de Thérèse de Lisieux par l'Église et sa grande popularité ont conduit à reconsidérer la place des écrits de Jean de la Croix.
Il est proclamé Docteur de l'Église le 24 août 1926, deux siècles après sa canonisation, et un an après celle de Thérèse de Lisieux. Il obtient alors le titre de « Docteur de la théologie spirituelle » et « Docteur mystique ».
Dans l'Église catholique, sa fête a rang de mémoire, mais dans l'Ordre du Carmel, sa fête est une solennité.

### Influences de Jean de la Croix

#### Influences spirituelles
Outre la reconnaissance par l'Église catholique, les écrits du saint ont eu une très grande influence sur la spiritualité de nombreux théologiens ou grandes figures du christianisme.
En France, son influence coïncide avec l'arrivée des carmélites et notamment de Madame Acarie, devenue Marie de l’Incarnation en religion. C'est une personnalité reconnue de l'« École de spiritualité française » autour duquel se réunissent de nombreux intellectuels catholiques, tels Benoît de Canfield, Pierre Coton, André Duval, Vincent de Paul, le futur cardinal Pierre de Bérulle ou encore François de Sales. Cette influence de Jean de la Croix se poursuivit jusqu’à Blaise Pascal, par l'intermédiaire de son cousin carme déchaussé.
Dans l'ordre du Carmel, outre Thérèse d'Avila, ses œuvres ont eu un impact considérable sur les trois saintes carmélites Thérèse de Lisieux, Élisabeth de la Trinité et Thérèse-Bénédicte de la Croix  (née Edith Stein, disciple d'Husserl, elle fut l'auteur d'un ouvrage sur la spiritualité de Jean  de la Croix, intitulé La Science de la Croix,,). Le Père Marie-Eugène de l'Enfant-Jésus, fondateur de l'Institut Notre-Dame de Vie, une communauté de spiritualité carme a également été très influencé. Dans les années 1990, c'est devant sa tombe que la jeune Cecilia Maria Sanchez Sorondo éprouvera le besoin d'entrer dans l'ordre du Carmel et de tout quitter par amour pour le Christ.
Jean de la Croix a eu aussi une forte influence auprès de religieux en dehors du Carmel, comme Charles de Foucauld et Thomas Merton, ce dernier l'étudie dans son ouvrage La montée vers la lumière,. En 1929, le théologien Réginald Garrigou-Lagrange fait une étude sur L'Amour de Dieu et la Croix de Jésus dans laquelle il compare la théologie mystique de Thomas d'Aquin et celle de Jean de la Croix. Le théologien Hans Urs von Balthasar dans La Gloire de la Croix analyse la pensée du carme espagnol. Il considère que celle-ci est une nouvelle théologie de l’esthétique, qui peut « affrontée à la Réforme allemande, répondre à la volonté des réformateurs de bannir l’esthétique de la théologie, ». Karol Wojtyla, le futur pape Jean-Paul II, se dit très marqué par sa spiritualité au point d'avoir voulu être carme. Il a notamment fait sa thèse de doctorat en théologie sur l'ouvrage La Montée du Carmel,.
En outre, l'expérience mystique du docteur catholique ainsi que sa volonté de détachement ont conduit à établir des rapprochements entre sa spiritualité et celle du bouddhisme,.

#### Influences profanes

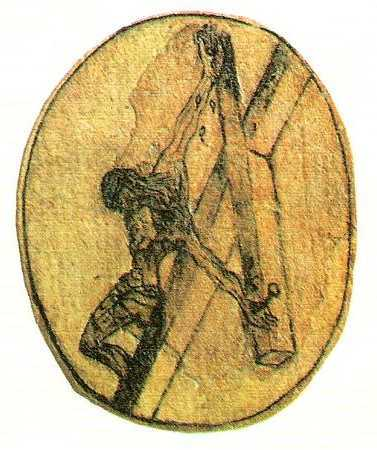
Dessin de la Crucifixion, par Jean de la Croix, ayant inspiré Salvador Dalí.

Ses écrits et sa spiritualité ont aussi suscité au cours des siècles l’intérêt de nombreux universitaires, comme le philosophe Henri Bergson qui étudie l’expérience mystique dans son ouvrage Les deux sources de la morale et de la religion. Le philosophe de l'action Maurice Blondel, également penseur chrétien, a lui aussi étudié ses écrits. Jean Baruzi, dans sa thèse Saint Jean et le problème de l’expérience mystique, démontre la valeur pluri-culturelle des écrits de Jean de la Croix. Jacques Maritain, philosophe, cherche à comparer la pensée scolastique avec celle de Jean de la Croix. Le philosophe Louis Lavelle analyse quant à lui dans ses écrits le rapport entre la conscience et l’expérience contemplative. La philosophe et mystique chrétienne Simone Weil rejoint Saint Jean de la Croix sur plusieurs points essentiels de sa métaphysique religieuse, en particulier l’amour de la beauté du monde, la nécessité de se vider, de se dépouiller de tout (ce qu’on désigne du terme de kénose), l’expérience de la nuit obscure des sens ou de l’esprit, et sa définition du malheur qui semble directement inspirée par les trois abandons du Christ dont parle saint Jean de la Croix dans La Montée au Carmel (II, 17). D’autres philosophes l'ont étudié tels Jacques Paliard, Gaston Berger ou Aimé Forest.
Le carme Bruno de Jésus Marie réunit autour de lui des congrès au cours desquels il tente d’intégrer l'analyse psychologique et la théologie à travers les écrits de Jean de la Croix. De même, Michel de Certeau analyse dans la Fable mystique son expérience spirituelle à travers la psychanalyse.
Le poète Paul Valéry voit dans les poèmes de saint Jean des chefs-d’œuvre de la littérature. Les peintres Alfred Manessier et Salvador Dalí s’inspirent quant à eux de ses dessins dans leur art. Une suite de monotypes de François Heaulmé intitulée Dits d'Amour est aussi inspirée par Jean de la Croix.
Jean-Marie Straub et Danièle Huillet achèvent en 1968 Le Fiancé, la Comédienne et le Maquereau par une lecture du premier chant mystique.
En 1969, Maurice Béjart crée un opéra intitulé La nuit obscure, à partir de ses écrits.
Le réalisateur espagnol Carlos Saura raconte les huit mois et demi de captivité de Jean de la Croix (2 décembre 1577-17 août 1578) dans Noche Oscura, 1989, 89 minutes.
Plusieurs poèmes de Jean de la Croix ont également été mis en musique :
- Vicente Pradal, Serge Guirao et Ruben Velazquez[50], La Nuit Obscure. San Juan de la Cruz, 1996, Scipion/Delabel.
- Pierre Eliane, Les chansons mystiques de Jean de la Croix, 1999.
- Michèle Reverdy, En la noche dichosa, 2002. Cette œuvre pour ensemble vocal à huit voix a cappella met en musique douze poèmes en espagnol, pour accompagner une exposition de tapisseries d'Alfred Manessier[51].
- Jesús Torres (es), Noche oscura, Tritó Edicions, 2006. Pour soprano et piano.
- Rosalía, Aunque es de noche, 2017. C'est une mise en musique du poème Qué bien sé yo la fonte que mana y corre[52].
- Yves-Marie Pasquet : La Noche oscura, poème de St Jean de la Croix, pour voix d'alto et guitare 2016.

## Œuvres de Jean de la Croix

### Ouvrages
- Au commencement le Verbe, Ad Solem, 2001, 64 p. (ISBN 978-2-9400-9073-0)Romance traduite et commentée par L.-M. de Blignères.
- La Nuit obscure (trad. de l'espagnol), Paris, Seuil, coll. « Sagesse », 2011 (1re éd. 1929), 216 p. (ISBN 978-2-02-006725-6 et 2-02-006725-0).
- La Montée du Carmel, Seuil, coll. « Livre de vie », 1998 (ISBN 2-02-024764-X).
- Maximes et pensées spirituelles, Perpignan, Artège, coll. « Classiques de la spiritualité », 2011, 74 p. (ISBN 978-2-36040-048-5).
- Jean de la Croix et Thérèse d'Avila, Œuvres, Paris, Gallimard, coll. « Bibliothèque de la Pléiade », 2012, 1184 p. (ISBN 978-2-0701-2294-3)Édition bilingue .

### Œuvres complètes
- Poèmes (trad. Benoît Lavaud), Paris, éditions Ivrea, 1986. Édition bilingue espagnol-français.
- Dominique Poirot (dir.) (trad. mère Marie du Saint-Sacrement), Œuvres complètes, Paris, Le Cerf, 1990.
- Œuvres complètes (trad. André Bord, préf. père Eulogio Pacho), Paris, Pierre Téqui, 2003.Prix des écrivains catholiques - édition ayant bénéficié des progrès décisifs de l'édition critique espagnole.
- L'Œuvre poétique (trad. de l'espagnol par Bernard Sesé), Orbey, éditions Arfuyen, coll. « Ombre », 2016, 180 p. (ISBN 978-2845902367)Édition bilingue espagnol-français ; édition revue et augmentée.